# Lista de personagens de A Song of Ice and Fire
Os livros de A Song of Ice and Fire, de George R. R. Martin, apresentam um elenco considerável de personagens. A crônica segue três enredos entrelaçados: uma guerra dinástica pelo controle de  Westeros por várias famílias; Outros além da fronteira norte de Westeros; e a jornada de Daenerys Targaryen, a suposta herdeira exilada da dinastia dominante anterior. As Grandes Casas de Westeros representam os Sete Reinos forjados em todo o continente: o Norte, as Ilhas de Ferro, o Vale, as Terras Ocidentais, as Terras da Tempestade, A Campina e Dorne. Há também uma parede maciça de gelo e magia antiga separa os Sete Reinos da grande área não mapeada na parte mais ao norte do continente, chamada de A Muralha.
Cada capítulo é narrado no ponto de vista (PVD) limitado em terceira pessoa através dos olhos de um único personagem. Começando com nove personagens PDV em A Game of Thrones (1996), um total de 31 personagens narraram ao longo dos cinco primeiros volumes da série.

## Casa Stark

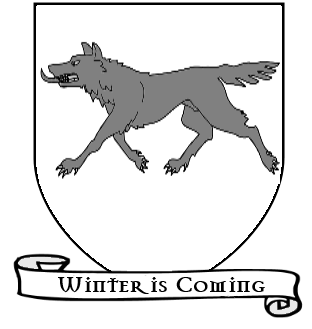
Brasão de armas da Casa Stark

A Casa Stark é uma das Grandes Casas dos Sete Reinos e a principal casa do Norte. Sua sede é em Winterfell, um dos mais antigos castelos dos Sete Reinos. Seu brasão exibe um lobo gigante cinza correndo em um campo branco, e seu lema é "O Inverno está Chegando". Os bastardos nascidos no Norte são chamados de Snow. A Casa Stark tinha governado como os Reis no Norte por milhares de anos até que a Casa Targaryen conquistou Westeros, que fizeram os Starks serem os Lordes de Winterfell e Guardiões do Norte. Para valorizar a honra e a devoção ao dever, a Casa Stark é a mais próxima das casas nobres do heroísmo.
Ao longo dos romances, os Starks são dispersos pela Guerra dos Cinco Reis, e o destino da Casa permanece incerto, pois a maioria dos personagens acredita que todos os legítimos filhos Stark estão mortos.

### Eddard "Ned" Stark
Eddard "Ned" Stark é o Senhor de Winterfell e Protetor do Norte, e brevemente serve como Mão do Rei (conselheiro) para o rei Robert I Baratheon. Ned é conhecido por seu senso de justiça e sua família o considera bondoso, apesar de alguns considerarem sua personalidade reservada como um sinal de frieza e desdém. Entre seus inimigos, Ned tem a reputação de ter olhos frios, que pensam refletir seu coração gelado. Ned é um dos dos personagens PDV principais dos livros.
Na adaptação televisa da HBO, ele é interpretado por Sean Bean. Robert Aramayo e Sebastian Croft interpretaram versões mais novas do personagem em flashbacks.

### Catelyn Stark
Catelyn Stark, nascida Tully, é a Senhora de Winterfell, esposa de Lorde Eddard Stark, e mãe de seus filhos Robb, Sansa, Arya, Bran e Rickon. Ela é a filha do Lorde Hoster Tully de Correrrio; sobrinha de Sor Brynden Tully (também conhecido como o lendário "Peixe Negro") e irmã de Lysa Arryn do Vale e Edmure Tully. Catelyn é orgulhosa, forte, gentil e generosa, sendo vista como honrada e justa por muitos, considerando o senso de dever como um princípio de comportamento. Catelyn também possuia forte tato político o que, aliado aos seus consideráveis recursos, a tornaram uma influente nobre em Westeros. Catelyn é uma dos personagens PVD principais dos livros.
Na adaptação televisiva da HBO, ela é retratada por Michelle Fairley.

### Robb Stark
Robb Stark é o filho mais velho de Eddard e Catelyn Stark e o herdeiro de Winterfell. Da mesma forma que seu pai, Robb tem um senso apurado de honra e justiça e, apesar da sua idade, ele tenta ser o melhor líder possível para seu povo. Apesar disso, ele parece bem sucessível aos seus sentimentos. Ele não é um personagem PDV, mas aparece nos capítulos de seus familiares que são PDV nos três primeiros romances da série.
Na adaptação de televisão da HBO, ele é interpretado por Richard Madden.

### Sansa Stark
Sansa Stark é o segunda filha e filha mais velha de Eddard e Catelyn Stark. Sansa foi criada para ser uma dama, e possui as tradicionais graças femininas de seu meio, com um interesse especial em música, poesia, cantoria, dança, bordado, e outras atividades tradicionais femininas. Como várias garotas de sua idade, Sansa é encantada por cantos e histórias de romance e aventura, principalmente aquelas com princesas belas, cavaleiros honráveis, cavalheirismo, e amor. Ela serve como um personagem POV para 24 capítulos em A Game of Thrones, A Clash of Kings, A Storm of Swords, e A Feast for Crows. Sansa é apresentado como bonito e recatado.
Na adaptação para a televisão da HBO, ela é retratada por Sophie Turner.

### Arya Stark
Arya Stark é a terceira filha mais nova de Eddard e Catelyn Stark. Arya é uma menina animada interessada em combate e exploração, ao contrário de sua irmã mais velha, Sansa. Arya deseja aprender a lutar com espadas e participar de torneios. Ela serve como um personagem PDV para trinta e três capítulos ao longo dos cinco livros, e é a única narradora a aparecer em todos os 5 livros como um personagem PDV.
Na adaptação televisiva da HBO, ela é retratada por Maisie Williams.

### Bran Stark
Brandon "Bran" Stark é o segundo filho e quarto filho de Eddard e Catelyn Stark. Ele serve como o narrador em terceira pessoa de vinte e um capítulos ao longo dos cinco livros. Em A Game of Thrones, ele vê a rainha Cersei e seu irmão Jaime Lannister cometendo incesto, e Jaime empurra Bran da janela de uma torre para manter o relacionamento em segredo. Bran sobrevive, mas perde o uso de suas pernas. Enquanto comatoso, Bran sonha com um corvo de três olhos. Lentamente, ele desenvolve a habilidade de assumir a consciência de seu lobo Verão, fazendo dele um warg ou skinchanger.
Na adaptação televisiva da HBO, ele é interpretado por Isaac Hempstead Wright.

### Rickon Stark
Rickon Stark é o filho mais novo de Ned Stark e tem três anos em A Game of Thrones. Quando Theon Greyjoy captura Winterfell em A Clash of Kings, Rickon se esconde nas criptas. Depois que Winterfell é tomada, ele e a mulher selvagem Osha viajam pelo norte. Em A Dance with Dragons, diz-se que ele está em uma ilha de canibais, presumivelmente Skagos.
Na adaptação televisiva da HBO, ele é retratado por Art Parkinson.

### Jon Snow
Jon Snow foi criado como filho ilegítimo de Ned Stark e serve como narrador em terceira pessoa de quarenta e dois capítulos em todos os cinco livros. Ele compartilha os mesmos valores de honra da família Stark, e tenta permanecer moralmente correto e honesto, mesmo quando forçado de outra forma. Jon se ressente quase todo o tempo por ser bastardo, e sente-se azarado por isso, mesmo tendo muitos privilégios que a maioria das pessoas nunca teve. Jon é um espadachim muito bom e frequentemente treina com espadas para aperfeiçoar suas técnicas e ser digno de empunhar a espada de Aço Valiriano, Garralonga.
Na adaptação para a televisão da HBO, ele é interpretado por Kit Harington.

### Benjen Stark
Benjen Stark é o irmão mais novo de Ned Stark e serve como Primeiro Patrulheiro na Patrulha da Noite. Ele aparece brevemente no início de A Game of Thrones primeiro em Winterfell e depois no Castelo Negro na Muralha, onde ele viaja com seu sobrinho bastardo, Jon Snow. Ele é enviado em uma missão para as terras além da Muralha para procurar um grupo que falta, mas ele e seus homens também desaparecem. Os corpos de dois de seus homens são encontrados mais tarde e trazidos de volta para Castelo Negro, apenas para reanimar como mortos-vivos e matar vários homens antes que eles sejam destruídos, mas nenhum vestígio de Benjen foi encontrado.
Na adaptação de televisão da HBO, ele é interpretado por Joseph Mawle.

### Lyanna Stark
Lyanna Stark era a irmã mais nova e única de Ned Stark,  e foi morta 14 anos antes do início de A Game of Thrones, mas é mencionada em todos os livros publicados na série. Ela morreu por volta de dezesseis anos, foi dito que ela era bonita por todos que a conheciam como "uma moça de beleza suprema", teimosa e foi uma das melhores cavaleiras do Norte. Ela era prometida a Robert Baratheon, que estava profundamente apaixonada por ela, embora ela não ficou impressionada com a reputação de Robert. Os contos de sua vida são principalmente contados através das palavras de Eddard Stark e Meera Reed (através do capítulo do ponto de vista de Bran Stark), com alguns comentários de outras pessoas como Barristan Selmy, Cersei Lannister, Roose Bolton e Kevan Lannister.
Durante o Torneio de Harrenhal, o maior torneio da história de Westeros, Lyanna foi escolhida pelo eventual campeão de justa, príncipe herdeiro Rhaegar Targaryen, como a "Rainha do Amor e da Beleza" do torneio. Rhaegar já era um homem casado e Lyanna era uma noiva prometida a Robert Baratheon, a cortejação para ela foi considerada um escândalo  na época. Um ano depois, foi dito que ela foi sequestrada e estuprada por Rhaegar, desencadeando uma guerra civil que resultou na derrubada da Casa Targaryen. No final da guerra, Eddard e seis de seus companheiros encontraram Lyanna dentro de uma torre dentro de Dorne, guardada por três dos mais proeminentes cavaleiros da Guarda Real. Após uma feroz luta que matou todos, exceto Eddard e seu amigo Howland Reed, Eddard entrou na torre e encontrou Lyanna morrendo em uma cama muito doente. Antes de morrer, ela revelou que tinha de fato fugido com Rhaegar por quem estava apaixonada. Eddard depois leva seu corpo para ser enterrado na cripta de Winterfell, com uma estátua de pedra construída na frente de seu caixão. Robert foi persuadido por Jon Arryn a se casar com Cersei Lannister em seu lugar, embora ele lamente Lyanna por mais de uma década, causando grande tensão em seu casamento com Cersei.
Na adaptação da HBO, Lyanna é retratada por Cordelia Hill na infância e Aisling Franciosi na época de sua morte.

### Roose Bolton
Lorde Roose Bolton é um vassalo significativo de Lorde Eddard Stark. Seu castelo é o Forte do Pavor e seu brasão é um humano esfolado, uma homenagem à antiga tradição Bolton de esfolar inimigos. Ele é apelidado de "o Senhor dos sanguessugas" por usar sanguessugas regularmente destinados a melhorar sua saúde.
Na adaptação para a televisão da HBO, ele é interpretado por Michael McElhatton.

### Ramsay Bolton
Ramsay Snow é o filho bastardo de Lorde Roose Bolton, mais tarde legitimado como Ramsay Bolton. Ele é conhecido como o Bastardo de Bolton ou o Bastardo do Forte do Pavor. Ramsay é cruel, implacável, psicopata, sádico, oportunista, imprevisível e destemido. Ele tem grande prazer e orgulho em torturar os outros e entusiasticamente pratica o costume Bolton de esfolar seus inimigos.
Na adaptação de televisão da HBO, ele é interpretado por Iwan Rheon.

### Rickard Karstark

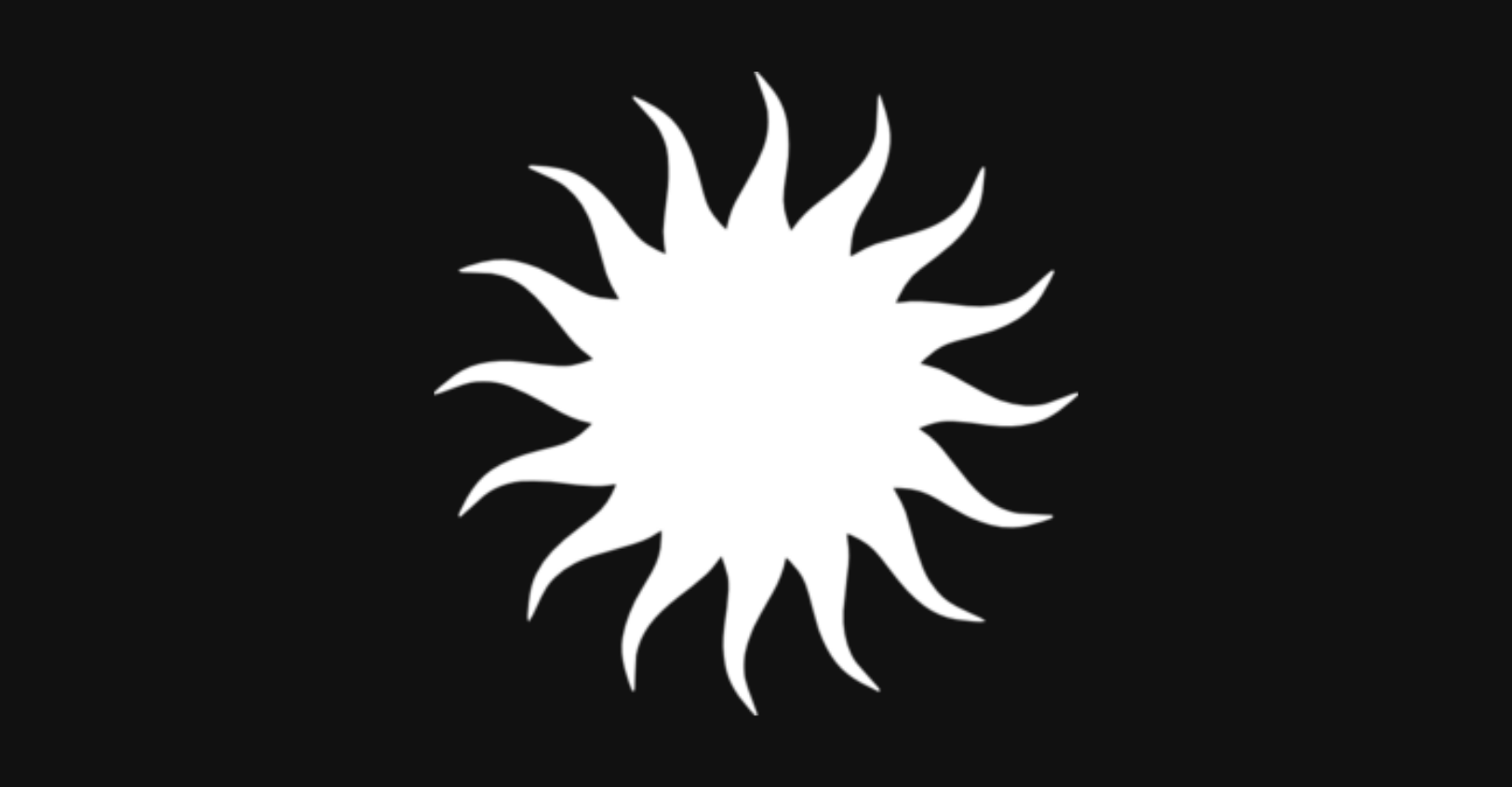
Bandeira de armas da Casa Karstark

Rickard Karstark é o senhor de Karhold e um dos principais vassalos de Stark. Durante a Batalha do Bosque dos Murmúrios, Jaime Lannister mata dois dos seus filhos, que estavam protegendo Robb Stark. O filho sobrevivente de Rickard, Harrion Karstark, é mais tarde capturado pelos Lannisters. Quando Catelyn ajuda Jaime a escapar em uma tentativa de recuperar suas filhas, Rickard mata dois primos de Jaime e faz seu exército desertar Robb para ir atrás de Jaime nas Terras Fluviais, oferecendo sua filha Alys Karstark para quem lhe trouxer o Regicida. Devido a isso, Robb executa Rickard pessoalmente.
Na adaptação para a televisão da HBO, ele é interpretado por John Stahl.

### Alys Karstark
Alys Karstark é a única filha e filha mais nova do Lorde Rickard Karstark. Ela é prometida a Daryn Hornwood, herdeiro de Hornwood, mas ele é morto por Jaime Lannister ao lado de dois de seus irmãos. Seu pai a oferece a quem capturar Jaime Lannister, ou seja, o sádico mercenário Vargo Hoat captura Jaime na esperança de se tornar o Lorde de Karhold. No entanto, após a morte de Rickard, seu tio Arnolf Karstark trama para assumir o controle de Karhold. Ele declara para Stannis quando ele vem para o norte na esperança de que isso signifique que os Lannister executarão seu sobrinho-neto Harrion Karstark, significando que Karhold passará para Alys, a quem Arnolf pretende forçar o casamento com seu filho Cregan Karstark. Arnolf também pretende trair Stannis no ataque de Bolton. No entanto, Alys foge para a Muralha por ajuda de Jon Snow, perseguido por Cregan, e revela os planos de seus tios. Para protegê-la, Jon aprisiona Cregan e faz com que Alys se case com o líder Selvagem, Sigorn, Magnar de Thenn, em uma cerimônia realizada por Melisandre, que ajudará a integração dos Selvagens no Norte. Se Harrion morre sem filhos, Karhold passará para a recém-formada Casa Thenn.
Na adaptação para a televisão da HBO, ela é retratada por Megan Parkinson.

### Wyman Manderly
Wyman Manderly é o Senhor do Porto Branco, a única cidade do Norte e a mais rica dos Vassalos Stark. Ele é um homem extremamente gordo, com dois filhos, Sor Wylis e Sor Wendel Manderly. Durante a Guerra dos Cinco Reis, os Manderlys e Boltons iniciam uma guerra particular sobre as terras de Hornwood depois que Ramsay sequestra a viúva Lady Donella Hornwood, prima de Wyman, que a força a se casar com ele e depois a mata de fome. O herdeiro de Wyman, Wylis, é capturado quando Roose Bolton envia traiçoeiramente uma grande força do Norte para ser exterminada por Randyll Tarly. O filho mais novo de Wyman, Wendel, é assassinado no Casamento Vermelho pelos Freys. Devido ao fato de seu herdeiro ser mantido em cativeiro, Wyman não pode desafiar abertamente os Lannister. Três Frey chegam à sua cidade com os ossos de Wendel e aparentemente é feita uma paz, na qual Wynafryd e Wylla, netas de Wyman, se casarão com um desses Freys, Rhaegar Frey, e outro dos netos de Walder Frey, "Pequeno" Walder Frey. Quando Davos Seaworth chega a Porto Branco para tratar com Wyman para apoiar Stannis, Davos denuncia os Freys presentes por sua traição. Wyman aparentemente o executou, mas secretamente executa um criminoso em seu lugar, levando Cersei a devolver seu herdeiro. Wyman revela a Davos que ele sabe onde Rickon Stark está escondido e apoiará Stannis se Davos o devolver. Wyman está implícito por ter assassinado os Freys quando a sua estadia terminou (mantendo assim o direito dos hóspedes), e então colocá-los em tortas que ele serve aos Freys e Boltons quando ele comparece ao casamento de Ramsay, mesmo comendo alguns. Os Freys suspeitam que ele tenha matado seus parentes, e quando o Pequeno Walder é assassinado (possivelmente por seu primo, Grande Walder Frey), seu tio, Hosteen Frey, ataca Wyman. Não está claro se ele sobrevive.
Na adaptação de televisão da HBO, ele é interpretado por Sean Blowers.

### Hodor
Hodor é um garoto estável de mente simples em Winterfell. Ele é popularmente conhecido como Hodor porque essa é a única palavra que ele é capaz de dizer. Ele tem mais de sete metros de altura e é sugerido que ele pode ter ascendência gigante. Ele tem uma disposição amigável e infantil e possui grande força, embora relute em usá-lo contra os outros. Depois que Bran Stark fica aleijado em A Game of Thrones, Hodor é contratado para carregá-lo em uma tipóia nas costas. A velha Nan (bisavó de Hodor) revela a Bran que o verdadeiro nome de Hodor é Walder.  Quando Winterfell é destruído, Hodor foge para o norte com Bran, Jojen, Meera, Rickon e Osha.
Na adaptação televisiva da HBO (em que o nome real de Hodor foi mudado para Wylis, ostensivamente para evitar confusão com outro personagem, Walder Frey), ele é retratado por Kristian Nairn como um adulto e Sam Coleman quando criança.

### Osha
Osha é uma mulher selvagem que foge para o sul da Muralha para escapar dos Outros. Quando ela e seus companheiros refugiados tentam seqüestrar Bran Stark em A game of Thrones, ela é capturada por Robb Stark e levada de volta a Winterfell e, eventualmente, é empregada como copeira e recebe liberdade limitada por seu bom comportamento. Ela se torna próxima de Bran Stark e freqüentemente lhe dá conselhos sobre o inverno que se aproxima. Quando Theon Greyjoy invade Winterfell, ela acompanha Bran e seu irmão Rickon se escondendo na cripta de Winterfell após fingir escapar. Mais tarde, ela se separou de Bran e é encarregada de cuidar de Rickon pelo norte em sua fuga, e em A Dance with Dragons, eles teriam desembarcado na ilha de Skagos, supostamente habitada por canibais.
Na adaptação para a televisão da HBO, Osha é retratado pela atriz inglesa Natalia Tena.

### Jeyne Poole
Jeyne Poole é filha de Vayon Poole, o administrador de Winterfell, e a melhor amiga de Sansa Stark.  Ela tem olhos castanhos e cabelos escuros e é descrita como muito bonita. Após a prisão de Eddard Stark em A Game of Thrones, os membros e servos de sua casa são mortos. Jeyne reaparece em A Dance with Dragons, tendo sobrevivido ao massacre mas sendo enviada aos bordéis de Petyr Baelish. Os Lannisters a usam como substituta da irmã mais nova de Sansa, Arya, e a mandam para o norte para se casar com Ramsay Bolton em Winterfell. Theon Greyjoy reconhece que ela é uma farsa e que os Boltons estão cientes do artifício.  Está implícito que Ramsay Bolton a tortura e a força a praticar atos sexuais em cães.
Jon Snow, meio-irmão de Arya, acredita que Jeyne é a verdadeira Arya e envia Mance Rayder para resgatá-la.  O grupo pede a ajuda de Theon, mas Theon e Jeyne mal conseguem escapar.
Na primeira temporada da adaptação televisiva, uma atriz extra não identificada apareceu brevemente como Jeyne no episódio piloto. Na quinta temporada, seu enredo foi parcialmente misturado com o de Sansa Stark.

### Jojen e Meera Reed
Jojen e Meera são filhos de Howland Reed, o Senhor da Atalaia da Água Cinzenta e um leal homem da Casa Stark. Eles aparecem pela primeira vez em A Clash of Kings, onde eles são enviados para participar do festival da colheita no lugar de seu pai para renovar a promessa da Casa Reed a Casa Stark e apoiar os filhos do falecido Eddard Stark. Eles se tornam amigos com Bran Stark e seu irmãozinho Rickon, e são narrados completamente através dos capítulos do ponto de vista de Bran.
A irmã mais velha, Meera, tem dezesseis anos quando é apresentada em A Clash of Kings. Meera é baixa, magra e de peito achatado, tem longos cabelos castanhos e olhos verdes, e é descrita como tendo uma disposição alegre. Ela é intensamente leal e protetora de seu "príncipe", assim como seu próprio irmão, com Bran comentando que a única coisa que a deixa irritada ou chateada é seu irmão Jojen. Embora ela nunca seja descrita como sendo particularmente bonita, tanto Theon Greyjoy quanto Bran Stark parecem considerá-la atraente. Ela é uma caçadora habilidosa, e luta com uma pequena rede de pesca e uma lança de sapo de três pontas (similar em estilo a um retiarius), capaz de derrotar o lobo gigante Verão em combate simulado, enredando o lobo gigante com sua rede. O legado da falecida tia de Bran, Lyanna Stark, também é amplamente narrado por meio de suas histórias.
O irmão mais novo Jojen tem treze anos quando aparece pela primeira vez, mas sua seriedade e maturidade soturnas o fazem parecer mais velho. Ele é pequeno e esbelto, com olhos verdes incomumente profundos, vestindo roupas de cor verde. Ele afirma ter "vidente verde" e o poder dos proféticos "sonhos verdes", de onde ele conhece várias coisas misteriosas, incluindo o dia de sua morte. Em Winterfell, Jojen reconhece Bran Stark como um trocador de pele que é capaz de entrar na mente de um animal e controlá-lo, e orienta Bran a ganhar o controle de suas habilidades. Quando Theon Greyjoy invade Winterfell, Jojen e Meera acompanham Bran e Rickon se escondendo dentro das criptas de Winterfell depois de fingir fuga, e depois escoltam a jornada de Bran em busca do Corvo de Três Olhos depois que Ramsay Snow sacar e queima Winterfell. No final de A Storm of Swords, eles viajam para além da Muralha e Jojen fica muito fraco. Em A Dance with Dragons, Meera luta para manter o espírito do grupo, mas implica que o futuro de Jojen é sombrio.
Na adaptação televisiva da HBO, Jojen e Meera Reed são retratados pelos atores ingleses Thomas Sangster e Ellie Kendrick, respectivamente.

### Jeyne Westerling
Jeyne Westerling é filha de uma família que a jurou casar com um Lannister. Ela conhece Robb Stark quando ele é ferido e se apaixona por ele durante sua convalescença. Ele se casa com ela no dia seguinte para preservar sua honra, ao fazê-lo quebrando um contrato de casamento com a Casa Frey. Depois da partida de Robb para as Gêmeas, Jeyne continua em Correrrio e não testemunha o massacre. Após o casamento vermelho, ela recebe um perdão real. Em A Feast for Crows, ela aparece no Rochedo Casterly como prisioneira política.
Durante o San Diego Comic Con de 2014, George R. R. Martin anunciou que Jeyne Westerling aparecerá no prólogo do sexto livro, The Winds of Winter, mas não revelou se ela seria a protagonista do prólogo POV.
Na adaptação para a televisão, a personagem foi adaptada para Talisa Maegyr, uma curandeira de Volantis que se apaixona por Robb. Os dois se casam e ela fica grávida de seu filho; ao contrário dos livros, ela está presente no Casamento Vermelho e é morta ao lado de Robb. Ela é interpretada por Oona Chaplin.

## Casa Targaryen

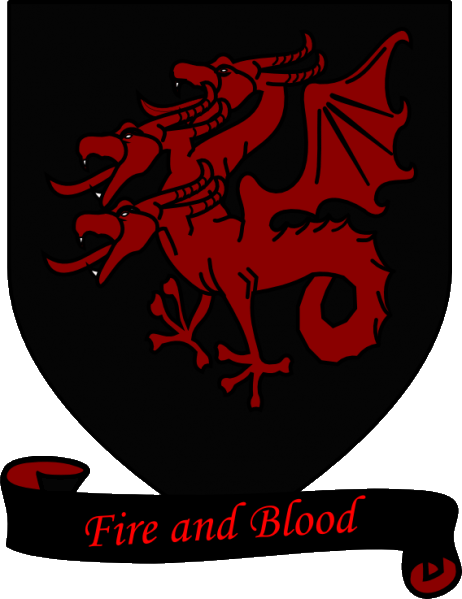
Brasão de armas da Casa Targaryen

A Casa Targaryen foi a casa governante dos Sete Reinos por quase 300 anos, mantendo a corte real em Porto Real. Seu brasão mostra um dragão vermelho de três cabeças cuspindo fogo em um campo negro e seu lema é "Fogo e Sangue".
Os Targaryens originalmente vieram da cidade de Valíria no continente de Essos. A Valíria era a capital do Império Valiriano e foi destruída por uma grande desastre natural. Antes de Valíria ser destruída, os Targaryens partiram com seus dragões e desembarcaram numa ilha que eventualmente viria a ser Pedra do Dragão. Um século depois, Aegon I Targaryen conquistou seis dos Sete Reinos com seus dragões, e seus descendentes conquistaram o sétimo por meio de um casamento político. Os dragões Targaryen foram os últimos conhecidos a existir e morreram muito antes dos eventos de A Game of Thrones. As pessoas de ascendência Targaryen, referidas como "sangue do dragão", tendem a ter cabelos prateados ou platinados e olhos roxos que vão do lilás ao violeta. 
Quinze anos antes dos eventos da série, os Targaryens foram depostos na Rebelião de Robert, com as crianças Viserys e Daenerys fugindo para Essos.

### Maekar I Targaryen
Maekar é um personagem em Tales of Dunk and Egg. Ele é o quarto e mais novo filho de Daeron II Targaryen. Maekar casou-se com Dyanna Dayne e teve seis filhos, quatro filhos, Daeron, Aerion, Aemon e Aegon, e duas filhas, Daella e Rhae. Ele foi feito Príncipe de Solarestival, um palácio de verão construído em Terras da Tempestade por seu pai. Maekar era um homem de natureza irritadiça, duro, orgulhoso, cheio de desprezo, rápido em julgar e condenar e tornou-se ainda mais severo e implacável após a morte de seu irmão Baelor Targaryen pela qual ele sentia culpa, já que foi ele que deu um golpe fatal na cabeça de Baelor no dia do Julgamento do Sete. Isso aconteceu pelo fato de que Baelor estava defendendo a inocência de Sor Duncan (Dunk), um cavaleiro acusado de ter sequestrado o filho mais novo de Maekar, Aegon (Egg). Após a morte de seu pai Daeron II, quem assumiu o trono foi seu outro irmão mais velho o Rei Aerys I Targaryen, mas Aerys I não teve filhos, e nomeou Maekar como seu herdeiro antes de morrer. Seus filhos Daeron e Aerion acabaram morrendo ao longo de seu reinado, seu filho Aemon abdicou do trono para se tornar Meistre e suas filhas Daella e Rhae se tornaram parte de outras Casas. Maekar governou por 12 anos e morreu na batalha Levante Peake. De acordo com uma fonte semi-canônica, ele foi esmagado até a morte por uma pedra arremessada do castelo Pontestrelada, durante a invasão deste último. Após sua morte, surgiu uma crise sucessória e o Grande Conselho escolheu o seu filho, Aegon, para ser rei.

### Aegon V Targaryen
Aegon Targaryen, apelidado de "Egg" em sua juventude, é um dos dois principais personagens dos contos Tales of Dunk and Egg. Quando criança, seu pai, o príncipe Maekar, relutantemente, permitiu que ele atuasse como escudeiro do cavaleiro errante Sor Duncan, o Alto, na esperança de que as lições aprendidas através do serviço humilde e experiência difícil o ajudassem a evitar os excessos e defeitos de seus irmãos reais. Mais tarde, ele foi coroado como Rei Aegon V, quando um Grande Conselho ignorou aqueles que o antecederam na linha de sucessão e seu irmão mais velho, Aemon, decidiu abdicar unindo-se à Patrulha da Noite. Ele foi chamado de "Aegon, o Improvável", porque antes estava muito abaixo da linha de sucessão e, portanto, considerava improvável que herdasse o Trono de Ferro.
O reinado de Aegon V durou mais de vinte e cinco anos, durante os quais ele tentou impor políticas mais favoráveis aos interesses das pessoas comuns, e freqüentemente colidiu com nobres senhores como resultado. Mais tarde, ele morreu na "Tragédia de Solarestival", um enorme incêndio no palácio de verão da família Targaryen, junto com seu filho, o príncipe Duncan, e seu amigo próximo, Sor Duncan, o Alto. Depois que ele morreu, seu filho Jaehaerys herdou o trono. Quando Jaehaerys morreu três anos depois, o Trono de Ferro foi passado para seu filho Aerys.
Na adaptação de televisão Game of Thrones, Aegon é o pai de Aerys, o Rei Louco, ao invés de seu avô.

### Aerys II Targaryen
Aerys II Targaryen, também chamado de O Rei Louco, governou os Sete Reinos como o último rei Targaryen por 21 anos após a morte de seu pai rei Jaehaerys II Targaryen. Enquanto seu governo começou bem, ele desceu lentamente em loucura. Ele era casado com sua irmã Rhaella, que lhe deu oito filhos, mas apenas três sobreviveram até a idade adulta: os filhos Rhaegar e Viserys e a filha Daenerys. Depois que Rhaegar fugiu com Lyanna Stark, Aerys fez o pai e o irmão de Ned Stark serem executados, começando a Rebelião de Robert. Quando Aerys planejou queimar Porto Real ao invés de deixar Robert governar, ele foi assassinado por um membro de sua própria Guarda Real, Jaime Lannister.
Na adaptação para a televisão da HBO, ele é interpretado por David Rintoul.

### Rhaella Targaryen
Rhaella Targaryen foi a irmã, esposa e rainha do rei Aerys II Targaryen e a única filha do rei Jaehaerys II Targaryen. Seu avô foi o rei Aegon V Targaryen. Rhaella foi a mãe dos príncipes Rhaegar Targaryen e Viserys Targaryen, e da princesa Daenerys Targaryen. O casamento de Rhaella com Aerys foi organizado sob o comando de seu pai, onde ele havia sido influenciado por uma bruxa do bosque, que profetizou que o "Príncipe Que Foi Prometido" nasceria da linhagem de Aerys e Rhaella.
Antes da queda de Porto Real durante a Rebelião de Robert, a rainha Rhaella, que estava nos primeiros estágios de uma gravidez, junto com o príncipe Viserys foram evacuados, levados para Pedra do Dragão com o mestre-de-armas da Fortaleza Vermelha, Sor Willem Darry. Durante os primeiros meses de exílio, Rhaella coroou seu filho Viserys Targaryen em Pedra do Dragão. Rhaella passou o período da gravidez em Pedra do Dragão e nove luas após sua fuga de Porto Real, Rhaella deu à luz seu terceiro filho e única filha, a princesa Daenerys, durante uma tempestade de verão. Rhaella morreu pouco depois de complicações de parto. 

### Rhaegar Targaryen
Rhaegar Targaryen, o 'Último Dragão', era o filho mais velho do Rei Aerys II e o herdeiro do Trono de Ferro, e o irmão mais velho de Viserys e Daenerys Targaryen. Ele morreu 14 anos antes dos eventos de A Game of Thrones, e os contos de sua vida são narrados principalmente através das palavras de Jaime Lannister, Cersei Lannister, Barristan Selmy e Daenerys Targaryen (através de visões de feitiçaria), bem como comentários de Ned Stark, Aemon Targaryen, Jorah Mormont, Meera Reed, Jon Connington e Gilly.
Rhaegar se casou com a princesa dornense Elia Martell de Lançassolar, e gerou com ela uma filha chamada Rhaenys e um filho chamado Aegon (Aegon VI). Depois de vencer o Torneio em Harrenhal, o maior torneio da história de Westeros, ele surpreendeu a todos ao passar por sua esposa Elia e coroar Lyanna Stark como a "Rainha do Amor e da Beleza" do torneio. Um ano depois, ele e Lyanna desapareceram, com rumores de que ele raptou e estuprou Lyanna. Enfurecido, o irmão mais velho de Lyanna, Brandon, foi a Porto Real para enfrentar Rhaegar, o que resultou em ele e seu pai, Lorde Rickard, sendo executado sadicamente pelo Rei Aerys. O outro irmão mais velho de Lyanna, Eddard, junto com o noivo prometido de Lyanna, Robert Baratheon, seu pai adotivo, Jon Arryn, e o futuro sogro de Brandon, Hoster Tully, começaram uma rebelião contra Aerys, com Robert pessoalmente matando Rhaegar em combate individual na Batalha do Tridente e, finalmente, derrubando a Casa Targaryen. Embora Robert continue a difamar Rhaegar em A Game of Thrones, muitos outros personagens expressam admiração por ele.
O nome do filho natimorto de Daenerys, Rhaego, e de seu dragão Rhaegal, foram dados em homenagem a Rhaegar. Na adaptação de televisão da HBO, ele é retratado por Wilf Scolding.

### Viserys Targaryen
Viserys Targaryen é o segundo filho nascido de Aerys II Targaryen. Treze anos antes dos eventos da série, ele e sua irmã Daenerys fugiram de Westeros para escapar da morte nas mãos do rebelde Robert Baratheon. Viserys é um homem arrogante, cruel e ambicioso, dado a violentas mudanças de humor. Daenerys nomeou um de seus dragões como Viserion, em homenagem ao nome do irmão.
Na adaptação para a televisão da HBO, ele é interpretado por Harry Lloyd.

### Daenerys Targaryen
Daenerys Targaryen, referida às vezes como "Daenerys Nascida da Tormenta", "Khaleesi", a "Mãe dos Dragões", é a filha mais nova do rei Aerys II Targaryen e é uma dos últimos membros sobreviventes da Casa Targaryen. Ela é determinada a trazer justiça a seu reino, e põe o fim da escravidão como uma prioridade particular. A despeito de sua compaixão, porém, ela é capaz de ser dura e impiedosa com seus inimigos. Ela atua como narradora em terceira pessoa em trinta e um capítulos dos cinco livros.
Na adaptação para a televisão da HBO, ela é retratada por Emilia Clarke.

### Aegon VI Targaryen
Aegon Targaryen é o único filho conhecido de Rhaegar Targaryen e Elia Martell. Quinze anos antes dos eventos da série, o bebê Aegon teria sido morto com sua mãe e irmã por Gregor Clegane.
Em A Dance with Dragons, Varys afirma ter trocado Aegon por outro bebê plebeu e levado Aegon escondido de Porto Real antes da queda da capital. Durante seu exílio em Esso, Tyrion Lannister (sob o pseudônimo de Hugor Hill) conhece Jovem Griff, um adolescente bem treinado endossado por Illyrio Mopatis, conhecido de Varys, que afirma ser Aegon e está sob a tutela do amigo próximo de Rhaegar, Jon Connington. (sob o pseudônimo de Griff). Griff pretende viajar para a Baía dos Escravos para visitar Daenerys Targaryen e propor casamento, mas Tyrion o convence a abandonar a proposta e atacar Westeros de forma independente. Mais tarde, Jovem Griff se anuncia como Aegon e consegue persuadir a Companhia Dourada a apoiar sua invasão, desembarcar seu exército em Terras da Tempestade e capturar vários castelos, e planeja sitiar o castelo dos Baratheon, Ponta da Tempestade. No próximo livro, The Winds of Winter, de acordo com as notícias recebidas por Arianne Martell, as forças de Aegon conseguiram capturar Ponta da Tempestade. Muitos fãs acreditam que o Jovem Griff não é realmente Aegon, mas um descendente da Casa Blackfyre, ou filho de  Illyrio Mopatis, ou apenas um menino com a idade certa.

### Jon Connington
Lorde Jon Connington é o exilado Lorde do Poleiro do Grifo e era amigo íntimo de Rhaegar Targaryen. Jon serve como um narrador em terceira pessoa para dois capítulos em A Dance with Dragons. Quinze anos antes dos eventos da série, o Rei Aerys II fez de Jon sua Mão do Rei. No entanto, Jon também não conseguiu conter a Rebelião de Robert, e Aerys tirou suas terras e títulos exilando-o. Passando seu tempo em Essos, Jon se alia a Aegon eventualmente e decidem atacar Westeros enquanto ele está envolvido em uma guerra civil. Durante a viagem de volta na Companhia Dourada, o grupo desembarca na região de Terras da Tempestade e captura vários castelos, incluindo o Poleiro do Grifo. Aegon planeja liderar o ataque ao castelo Ponta da Tempestade, o próximo alvo.

### Jorah Mormont

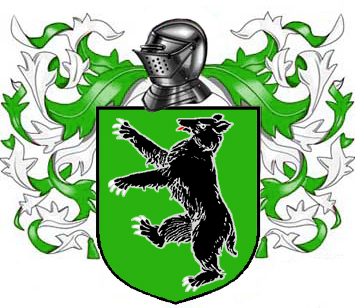
Brasão de armas da Casa Mormont

Sor Jorah Mormont é o exilado Lorde da Ilha do Urso no Norte, que herdou depois que seu pai, Jeor Mormont, se juntou à Patrulha da Noite para passar o título. Depois de ganhar um torneio justa, Jorah tinha sido autorizado a se casar com uma nobre, mas se endividou tentando apoiar seu estilo de vida luxuosa, e isso o fez fugir para Essos. 
Na adaptação para a televisão da HBO, ele é interpretado por Iain Glen.

### Brynden Rivers
Brynden Rivers, mais conhecido como "Lorde Corvo de Sangue", é um filho bastardo legitimado do rei Aegon IV Targaryen (chamado Aegon, o indigno) e Melissa Blackwood. Ele é um dos três únicos personagens (os outros sendo Aemon Targaryen e Walder Frey) a ter aparecido nos romances A Song of Ice and Fire e nos contos Tales of Dunk and Egg. Ele é um albino, com pele branca, longos cabelos brancos e olhos vermelhos. Ele tem uma marca de nascença vermelha na bochecha esquerda, que se diz ter a forma de um corvo e, portanto, a fonte de seu apelido "Corvo de Sangue".
Corvo de Sangue permaneceu leal ao seu meio-irmão Daeron Targaryen (chamado Daeron, o Bom) durante as Rebeliões Blackfyre contra outro dos bastardos legitimados de Aegon, o Rei Daemon I Blackfyre, e seus descendentes, mas mais tarde foi jogado na prisão pelo seu sobrinho-neto, Aegon V Targaryen (chamado Aegon, o Improvável) por ordenar a execução do Príncipe Aenys Blackfyre, apesar de lhe prometer uma passagem segura em Porto Real. Ele foi enviado para a Muralha como o castigo e mais tarde eleito o Senhor Comandante da Patrulha da Noite, e serviu nesse cargo por muitos anos antes de desaparecer durante um período além da Muralha. Em A Dance with Dragons, Corvo de Sangue é mostrado para se tornar o último Vidente Verde e é fundido à raiz de uma árvore. Ele adota o nome de o Corvo de Três Olhos e começa a treinar Bran Stark na clarividência.
Na adaptação televisiva da HBO, o personagem é conhecido apenas como "O Corvo de Três Olhos", e sua história sobre os Targaryens e a Patrulha da Noite nunca é mencionada. Ele foi brevemente retratado por Struan Rodger no final da quarta temporada "The Children", e mais extensivamente por Max von Sydow na sexta temporada. Em uma entrevista de 2017, Isaac Hempstead Wright (que interpreta Bran) deu a entender que na série de televisão, o Corvo de Três Olhos estava "sentado em uma caverna olhando através do tempo" por "milhares de anos". 

### Missandei
Missandei é uma intérprete escrava de Kraznys mo Nakloz quando Daenerys Targaryen vem inspecionar os Imaculados em Astapor. Depois que Daenerys faz uma barganha com os Bons Mestres de Astapor a respeito do pagamento pelos Imaculados, Kraznys entrega Missandei a Daenerys como intérprete para dar-lhes ordens. Depois, ela se torna uma confidente confiável e serva de Daenerys.
Na adaptação para a televisão da HBO, ela é interpretada por Nathalie Emmanuel. 

### Daario Naharis
Daario Naharis é um líder na empresa mercenária Corvos da Tempestade. Daario é conquistado por Daenerys e traz os Corvos da Tempestade para o lado dela. Ele se envolve romanticamente com ela, eventualmente se tornando um de seus conselheiros.
Na adaptação para a televisão da HBO, ele é interpretado por Ed Skrein na terceira temporada, e por Michiel Huisman da quarta temporada até a sexta temporada.

### Verme Cinzento
O Verme Cinzento é um dos soldados do exército Imaculado comprado por e jurado a Daenerys Targaryen. Ele é o comandante dos Imaculados de Daenerys e um de seus conselheiros de confiança. Depois que Daenerys foge de Mereen, Verme Cinzento se torna membro do conselho governante da cidade.
Na adaptação para a televisão da HBO, ele é interpretado por Jacob Anderson.

### Casa Blackfyre
A Casa Blackfyre é uma casa semi-extinta derivada da Casa Targaryen. Seu brasão é um dragão negro de três cabeças em um campo vermelho, o reverso da Casa Targaryen. A Casa Blackfyre foi fundada quando Aegon IV, o Indigno, legitimou todos os seus filhos bastardos em seu leito de morte. Aegon deu a Blackfyre, a espada de Aegon I, O Conquistador e de todos os reis desde então, ao seu filho Daemon, mostrando que ele seria o herdeiro aparente. Quando Aegon IV morreu, Daemon I Blackfyre contestou o direito de Daeron II Targaryen ao Trono de Ferro, usando como base para sua reivindicação a antiga história de que Daeron seria na verdade um filho bastardo de Aemon e Naerys Targaryen, o que fazia de Daemon Blackfyre o legítimo herdeiro e rei. Este desafio desencadeou conflitos entre essas duas Casas, dividindo Westeros entre apoiadores dos Targaryen e dos Blackfyre, onde uma série de pretendentes da Casa Blackfyre disputaram o Trono de Ferro .

## Casa Lannister

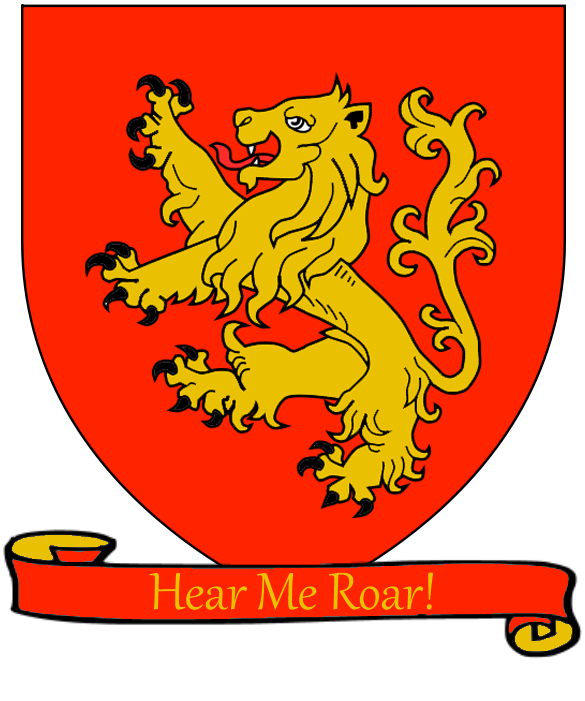
Brasão de armas da Casa Lannister

A Casa Lannister é uma das Grandes Casas dos Sete Reinos e a principal casa da região Terras Ocidentais. O Rochedo Casterly é a sede da família Lannister e eles são considerados os Guardiões do Oeste. Seu brasão exibe um leão dourado em um campo carmesim, e seu lema é "Ouça-me Rugir!". Mas o lema mais famoso que seu lema oficial é: "Um Lannister sempre paga suas dívidas". Bastardos nascidos em Terras Ocidentais recebem o sobrenome "Hill". Os Lannisters governaram como Reis do Rochedo até a Casa Targaryen invadir Westeros. Eles são a família mais rica dos Sete Reinos por causa das minas de ouro localizadas em suas terras.

### Tywin Lannister
Tywin Lannister é o Senhor do Rochedo Casterly, Escudo de Lannisporto e Guardião do Oeste. Ele é um homem calculista, implacável e controlador. Em sua juventude, ele testemunhou seu pai envelhecer e ficar fraco. Eventualmente vários nobres se revoltaram contra o domínio da família Lannister. Desgostoso com a inação de seu pai, Tywin liderou pessoalmente o exército Lannister e destruiu totalmente os vassalos rebeldes, colocando os corpos de suas famílias inteiras em exibição no Rochedo Casterly. Impressionado com suas ações decisivas em derrubar a rebelião, Aerys II Targaryen nomeou o jovem Tywin como o Mão do Rei (conselheiro real). Tywin provou ser um líder implacável, mais capacitado e seu mandato foi marcado pela paz e prosperidade.
Na adaptação televisiva da HBO, ele é interpretado por Charles Dance.

### Cersei Lannister
Cersei Lannister é a irmã gêmea de Jaime (a mais velha dos dois) e a única filha de Tywin Lannister. Ela se tornou rainha consorte ao se casar com Robert Baratheon. Ela tem três filhos (todos são, na verdade, filhos de seu irmão gêmeo) e dois dos quais acabam se tornando reis depois da morte de Robert.
O principal atributo de Cersei é seu desejo de poder e sua profunda lealdade para com seu pai, filhos e irmão-amante Jaime.
Na adaptação para a televisão da HBO, ela é retratada por Lena Headey.

### Jaime Lannister
Jaime Lannister é o irmão gêmeo de Cersei e o primeiro filho varão de Tywin Lannister. Ele serve como o narrador em terceira pessoa de dezessete capítulos em A Storm of Swords, A Feast for Crows e A Dance with Dragons. Ele foi amplamente considerado um dos melhores espadachins em todos os Sete Reinos antes de ter sua mão direita decepada por Vargo Hoat.
Na adaptação para a televisão da HBO, ele é interpretado por Nikolaj Coster-Waldau.

### Tyrion Lannister
Tyrion Lannister é o irmão mais novo de Cersei e Jaime Lannister, e serve como narrador em terceira pessoa em 47 capítulos em todos os cinco livros. Ele é o narrador com mais capítulos nos livros. Apelidado de "O Duende" ou "Meio-Homem", Tyrion Lannister da Casa Lannister é o irmão mais novo dos gêmeos Cersei e Jaime Lannister. Ele é um anão; e sua mãe morreu durante o seu nascimento, pelo qual seu pai, Tywin Lannister, o culpa. Embora não seja fisicamente poderoso, Tyrion tem uma mente astuta e geralmente usa a seu favor o fato de que os outros constantemente o subestimam.
Na adaptação para a televisão da HBO, ele é interpretado por Peter Dinklage.

### Joffrey Baratheon
Joffrey é o mais velho dos filhos da rainha Cersei Lannister. Embora um Baratheon em nome, Joffrey é na verdade um fruto do incesto entre Cersei e Jaime Lannister, mas inconsciente de sua verdadeira ascendência. Ele é descrito como uma criança de força de vontade com um temperamento cruel. Após a morte de Robert, os Lannister fazem de Joffrey o rei dos Sete Reinos de Westeros, mesmo contra a vontade de seu pai que nomeou o Lorde Ned Stark como regente antes de morrer, e Joffrey se torna um governante cruel e um rei fantoche usado por sua mãe. Joffrey reina com sadismo, tornando-se difícil até para sua mãe o controlar.
Na adaptação de televisão da HBO, ele é interpretado por Jack Gleeson.

### Myrcella Baratheon
A princesa Myrcella Baratheon é a segunda filha mais velha e única filha da rainha Cersei Lannister. Como seus irmãos, ela foi gerada pelo irmão de Cersei, Jaime Lannister, mas ela é ostensivamente inconsciente disso. Ela é descrita como delicada, bonita e cortês, e diz-se que possui toda a beleza de sua mãe, mas nada de sua natureza cruel. Para garantir que a Casa Martell de Lançassolar em Dorne apoie Joffrey como rei dos Sete Reinos, Myrcella está prometida para casar com o Príncipe Trystane Martell quando eles atingirem a maioridade e foi enviada para a região de Dorne em A Clash of Kings. Após a morte de Joffrey em A Storm of Swords, a Princesa Arianne Martell planeja sequestrar Myrcella e coroá-la a rainha de Westeros. O plano dá errado, no entanto, e Myrcella é gravemente ferida no sequestro.
Na adaptação para a televisão da HBO, ela é retratada por Aimee Richardson na temporada 1 e 2, e Nell Tiger Free na temporadas 5 e 6. Seu destino é alterado em relação aos romances - na versão televisiva, Myrcella é envenenada por Ellaria Sand como vingança contra os Lannister pela morte de Oberyn Martell. Myrcella morre nos braços de Jaime momentos após reconhecê-lo como seu pai biológico.

### Tommen Baratheon
O príncipe Tommen Baratheon é o irmão varão mais novo do príncipe Joffrey e da princesa Myrcella e é o segundo na linha de sucessão ao trono dos Sete Reinos. Tommen é a terceira e última criança no geral de Cersei Lannister e, como seus irmãos, ele também é filho do irmão de Cersei, Jaime Lannister, mas ele não sabe disso, pois acredita que o ReiRobert Baratheon dos Sete Reinos é seu pai biológico. Como sua irmã, ele não compartilha da crueldade de sua mãe e, na verdade, é gentil e bondoso.
Na adaptação para a televisão da HBO, ele é interpretado por Callum Wharry na temporada 1 e 2, e Dean-Charles Chapman na temporada 4, 5 e 6.

### Kevan Lannister
Sor Kevan Lannister é o irmão mais novo de Tywin Lannister e um capitão confiável, conhecido por sua confiabilidade e lealdade. Ele serve como o narrador em terceira pessoa para o epílogo de A Dance with Dragons. Ele está confortável em levar a cabo os desejos de Tywin e resignou-se a viver perpetuamente na sombra de seu irmão. Em A Storm of Swords, ele é nomeado mestre de leis para seu sobrinho-neto, rei Joffrey Baratheon, e após a morte de Tywin, ele é oferecido a posição Mão do Rei em A Feast for Crows, mas se recusa a servir para Cersei. Após a prisão de Cersei, o conselho nomeia-o lorde regente para o rei Tommen Baratheon, e ele tenta resolver os problemas que Cersei criou. Como seus esforços para estabilizar o reino ameaçam os planos de Aegon Targaryen de assumir o trono, Varys mata Kevan.
Na adaptação para a televisão da HBO, ele é interpretado por Ian Gelder.

### Lancel Lannister
Lancel Lannister é o filho mais velho de Kevan Lannister e serve como escudeiro do rei Robert Baratheon em Porto Real, em A Game of Thrones. Ele ajuda a rainha Cersei a matar Robert. Em A Clash of Kings, Cersei o condena por sua participação na morte de Robert. Depois que Cersei toma Lancel como amante, Tyrion descobre o caso e chantageia Lancel para espionar a rainha. Durante um ataque em Porto Real, Lancel protege o filho de Cersei, o Rei Joffrey Baratheon, e é gravemente ferido nos combates. Durante sua recuperação em A Storm of Swords, ele experimenta um despertar espiritual e gasta muito de seu tempo expiando seus pecados. Quando a Fé Militante, a ordem militar da Fé dos Sete Deuses, é reintegrado, Lancel renuncia à sua esposa e terras e se junta à organização.
Na adaptação para a televisão da HBO, ele é interpretado por Eugene Simon.

### Bronn
Bronn é Bronn é um mercenário com um senso de humor sarcástico. Ele tem uma filosofia pragmática e amoral. Ele ajuda Catelyn a levar Tyrion para o Vale de Arryn, onde ele faz amizade com Tyrion. Bronn oferece ser o campeão de Tyrion em um julgamento por combate e vence o duelo.
Na adaptação para a televisão da HBO, ele é interpretado por Jerome Flynn.

### Gregor Clegane

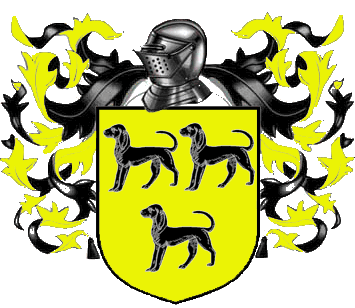
Brasão de armas da Casa Clegane

Sor Gregor Clegane, conhecido como "O Grande Cão", "A Enormidade que Cavalga", "A Montanha que Cavalga", ou somente "O Montanha", é um Cavaleiro e chefe da Casa Clegane da Fortaleza Clegane, sendo um "Cavaleiro com Terras". Ele é o irmão mais velho de Sandor Clegane e é um vassalo de Tywin Lannister. Seu tamanho e força fazem dele um guerreiro temível, e ele ganhou a reputação de brutalidade.
Na adaptação para a televisão da HBO, ele é interpretado por Conan Stevens na primeira temporada, por Ian Whyte na segunda temporada, e por Hafthór Júlíus Björnsson nas temporadas seguintes.

### Sandor Clegane
Sandor Clegane, conhecido como o "Cão de Caça", é um retentor da Casa Lannister e o irmão mais novo de Gregor Clegane. Ele é considerado um dos mais perigosos e habilidosos lutadores de Westeros. Seu rosto se distingue por horríveis cicatrizes de queimadura, que recebeu quando seu irmão empurrou sua cabeça para um braseiro.
Na adaptação televisiva da HBO, ele é interpretado por Rory McCann.

### Podrick Payne
Podrick Payne, Pod para abreviar, é um escudeiro de Tyrion Lannister no final de A Game of Thrones. Apesar de ser dolorosamente tímido e inseguro, ele se mostra um escudeiro fiel e capaz. Em A Clash of Kings, ele resgata Tyrion de uma tentativa de assassinato. Ele continua seus deveres através de A Storm of Swords até que Tyrion desapareça em A Feast for Crows. Ele segue Brienne de Tarth, sabendo que ela estava procurando pela esposa de Tyrion, Sansa Stark. Ele se torna escudeiro de Brienne e a serve tão fielmente quanto Tyrion. Ele e Brienne são capturados pela Irmandade sem Bandeira, e Podrick é condenado a ser enforcado por servir como escudeiro de Tyrion. Seu destino final é desconhecido.
Na adaptação de televisão da HBO, ele é interpretado por Daniel Portman.

## Casa Baratheon

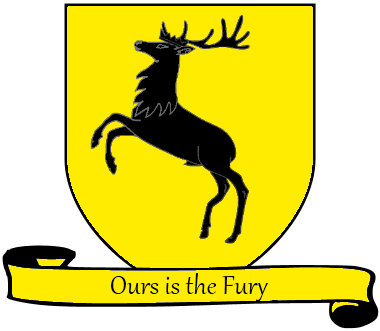
Brasão de armas da Casa Baratheon

A Casa Baratheon é a mais nova das Grandes Casas dos Sete Reinos e a principal casa das Terras da Tempestade. Foi fundado pelo meio-irmão bastardo do primeiro Rei Targaryen, Orys Baratheon. A sede principal da Casa Baratheon é o castelo Ponta da Tempestade, sob o comando de Renly, com um ramo real em Porto Real, sob o comando de Robert, e outra ramo em Pedra do Dragão, sob o comando de Stannis. O brasão da Casa Baratheon exibe um cervo preto em um campo de ouro; uma coroa foi adicionada depois que Robert Baratheon usurpou o Trono de Ferro. O lema da casa é "Nossa é a Fúria". Bastardos nascidos nas Terras da Tempestade geralmente recebem o sobrenome "Storm".

### Robert Baratheon
Robert Baratheon é o Rei dos Sete Reinos no início de A Game of Thrones. Ele era a ala de Jon Arryn e foi criado no Ninho da Águia ao lado do Lorde Eddard Stark. Quinze anos antes dos romances, Robert estava noivo da irmã de Ned, a Lady Lyanna Stark, e depois que Lyanna e o príncipe-herdeiro Rhaegar Targaryen dos Sete Reinos desapareceram, Robert matou Rhaegar e tomou o trono.
Na adaptação de televisão da HBO, ele é interpretado por Mark Addy.

### Stannis Baratheon
Stannis Baratheon é o irmão mais novo do rei Robert e irmão mais velho de Renly. Ele é retratado como um homem pensativo e sem senso de humor, com um senso severo de justiça e uma obsessão por deprimidos reais e imaginários. Ele é considerado um comandante militar habilidoso, mas excessivamente cauteloso.
Na adaptação para a televisão da HBO, ele é interpretado por Stephen Dillane.

### Selyse Florent
Selyse Baratheon é a esposa de Stannis e é original da Casa Florent antes do casamento. Ela é descrita como bastante desinteressante, com orelhas extremamente proeminentes e um toque de bigode no lábio superior. Selyse tem um relacionamento frio com o marido. Ela é a primeira de sua família a se converter à religião do Deus Vermelho por Melisandre.
Na adaptação para a televisão da HBO, ela é retratada por Tara Fitzgerald.

### Renly Baratheon

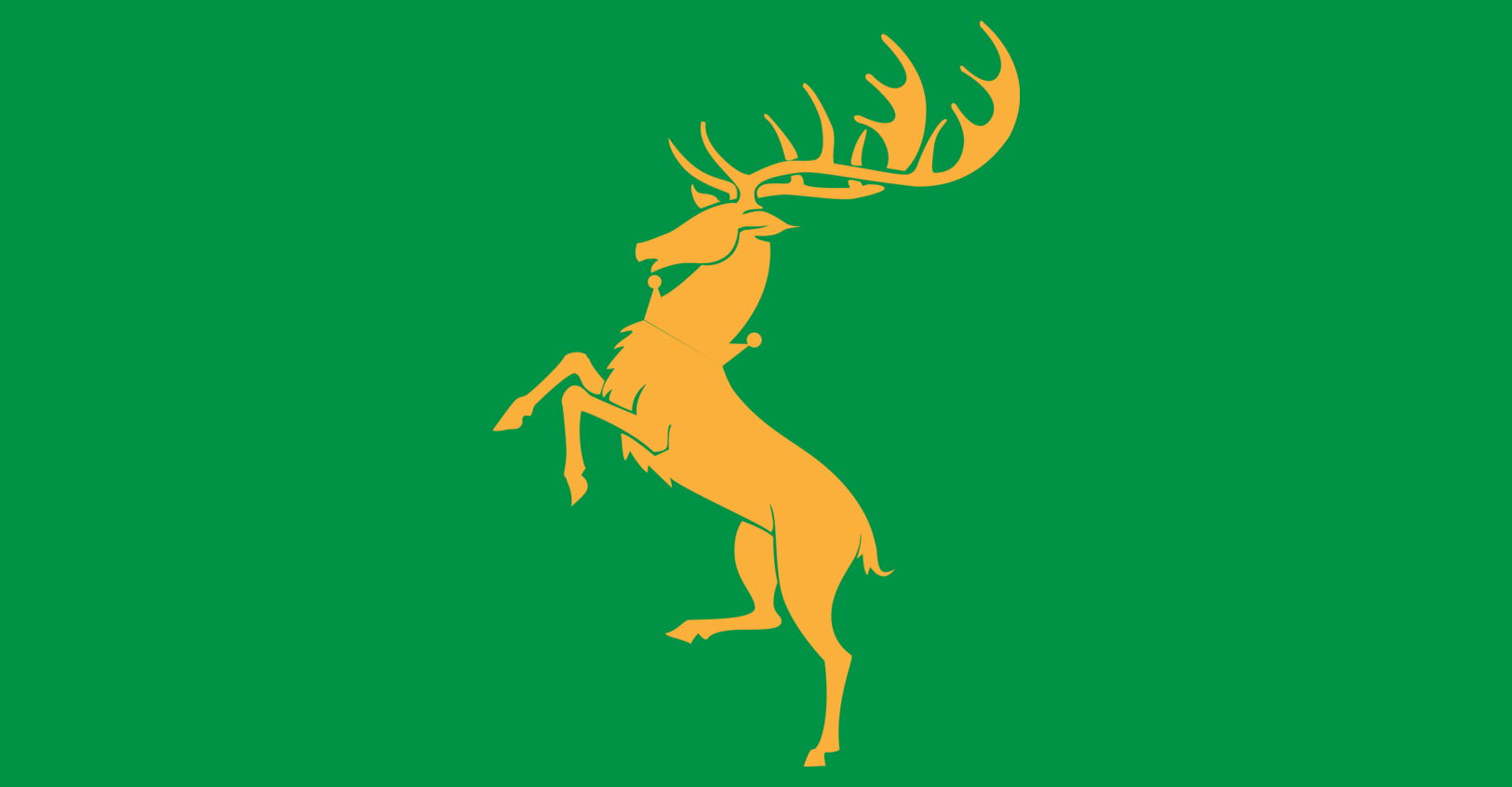
Brasão de armas pessoal de Renly Baratheon.

Renly Baratheon é o mais novo dos irmãos Baratheon e Senhor da Ponta da Tempestade. Ele é descrito como bonito e carismático, ganhando amigos facilmente. Renly serve no conselho de Robert como um mestre de leis.
Na adaptação para a televisão da HBO, ele é retratado por Gethin Anthony. A adaptação descreve abertamente que Renly e Sor Loras Tyrell como amantes, uma interação obliquamente abordada nos romances.

### Shireen Baratheon
Shireen Baratheon é a única criança viva de Stannis Baratheon e Selyse Florent. Ela contraiu a doença letal "escala de cinzentos" quando criança, desfigurando-a deixando o lado esquerdo da bochecha e a maior parte do pescoço coberta por uma pele cinza, rachada e parecida com uma pedra.
Na adaptação televisiva da HBO, ela é retratada por Kerry Ingram.

### Melisandre
Melisandre de Asshai é uma sacerdotisa de R'hllor a serviço de Stannis Baratheon. Ela é apresentada em A Clash of Kings e serve como narradora em terceira pessoa para um capítulo de A Dance with Dragons. Ela é descrita como uma mulher bonita com olhos vermelhos, sempre vestindo vermelho e raramente dormindo ou comendo.
Na adaptação televisiva da HBO, ela é retratada por Carice van Houten.

### Davos Seaworth

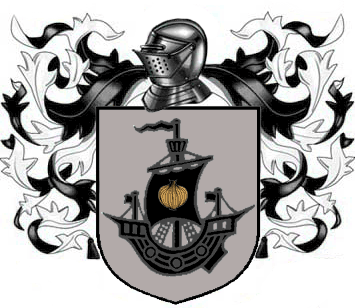
Brasão de armas da Casa Seaworth

Sor Davos Seaworth, chamado de Cavaleiro da Cebola, é o chefe comum da recém-fundada Casa Seaworth e antigamente era conhecido como um contrabandista indescritível. Ele é apresentado em A Clash of Kings e é o narrador em terceira pessoa de treze capítulos de A Clash of Kings, A Storm of Swords e A Dance with Dragons. Durante o Cerco do Ponta da Tempestade, Davos contrabandeava comida para o faminto Stannis Baratheon, dando-lhe terras de cavaleiro e escolha. Antes de guiá-lo, Stannis retirou as últimas articulações de quatro dedos da mão esquerda de Davos como punição por anos de contrabando. Em A Clash of Kings, ele apóia a reivindicação de Stannis ao trono, fazendo dele o conselheiro mais confiável de Stannis, mas Davos é um seguidor da Fé dos Sete e se opõe a Melisandre. 
Na adaptação para a televisão da HBO, ele é interpretado por Liam Cunningham.

### Brienne de Tarth
Brienne Tarth, mais conhecida como Brienne de Tarth, devido sua ilha natal, Ilha Tarth, é uma guerreira altamente treinada e qualificada, tornada perigosa pelo fato de que os homens a subestimam. Ela é considerada feia porque é anormalmente grande em estatura, andrógina e mais forte que a maioria dos homens.  Às vezes ela é ridicularizada ao ser chamada de A Donzela de Tarth e Brienne, a Bela.
Na adaptação para a televisão da HBO, ela é retratada por Gwendoline Christie.

### Beric Dondarrion
Beric Dondarrion é um cavaleiro galante com grande habilidade de luta. Em A Game of Thrones, Eddard Stark o manda prender Gregor Clegane e trazer paz às Terras Fluviais. Ele é emboscado e morto pelas forças de Lannister. Thoros de Myr acidentalmente revive-o com magia durante o funeral. Em A Storm of Swords, ele e seus homens formaram um grupo fora da lei chamado Irmandade sem Bandeira. A Irmandade inicia uma guerra contra invasores nas Terras Fluviais. O sucesso dessas emboscadas dá a ele o apelido de Senhor do Relâmpago, também referência ao seu brasão. No terceiro livro, ele e seus homens encontram o cadáver de Catelyn Stark. Ele a ressuscita com o último de sua força vital e morre pela última vez.
Na adaptação para a televisão da HBO, ele é interpretado por David Michael Scott na primeira temporada, e por Richard Dormer na temporada 3, 6 e 7.

### Gendry
Gendry é um dos muitos filhos bastardos de Robert Baratheon. Ele vive em Porto Real como aprendiz de ferreiro e não tem conhecimento de sua verdadeira ascendência. Gendry mais tarde se junta à Irmandade sem Bandeiras.
Na adaptação para a televisão da HBO, ele é interpretado por Joe Dempsie.

### Edric Storm
Edric Storm é o único bastardo reconhecido de Robert Baratheon. Ele foi concebido na noite de núpcias de Stannis e Selyse, quando Robert seduziu uma das primas de Selyse, Delena Florent, no leito conjugal de Stannis. Edric foi enviado por Stannis para ser promovido por seu outro tio Renly Baratheon. Edric foi criado sob a guarda de Ser Cortnay Penrose. Depois que Renly morre, Cortnay se recusa a entregar Ponta da Tempestade, temendo as intenções de Stannis por Edric, como resultado do qual ele é assassinado por Melisandre. Stannis então envia Edric para Pedra do Dragão. Melisandre e Selyse dizem a Stannis para sacrificar Edric, alegando que o sangue de seu rei lhes permitirá levantar um dragão. Para evitar isso, Davos envia Edric para Lys sob a tutela de um dos primos de Robert, Andrew Estermont.
Na adaptação da televisão HBO, o enredo de Edric é combinado com o Gendry.

### Casa Baratheon de Porto Real e Casa Baratheon de Pedra do Dragão
A Casa Baratheon de Porto Real é a linhagem real descendente do Rei Robert da Casa Baratheon de Ponta Tempestade. A Casa foi criada por Robert I após sua rebelião bem sucedida contra Aerys II Targaryen. A fundação se deu após a aliança com a Casa Lannister de Rochedo Castely, através do casamento entre Robert e Cersei.
A Casa Baratheon de Pedra do Dragão é um ramo mais novo da Casa Baratheon de Ponta Tempestade. Sua sede fica na ilha Pedra do Dragão, antigo lar da Dinastia Targaryen. A Casa é a linhagem real descendente de Stannis Baratheon, que tomou a ilha no final da Rebelião de Robert.

## Casa Arryn

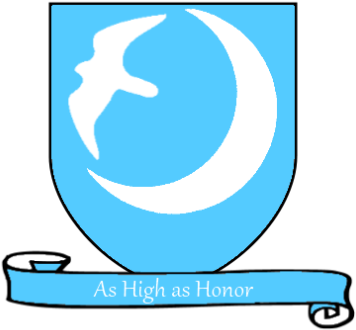
Brasão de armas da Casa Arryn

Casa Arryn é uma das Grandes Casas dos Sete Reinos e é a principal casa da região do Vale. É descendente de reis da montanha e vale. Sua sede principal é no Ninho da Águia, um pequeno castelo localizado no topo de uma montanha e conhecido por ser inexpugnável, onde eles são os guardiões do Oriente. Seu brasão exibe uma lua branca e um falcão em um campo azul-celeste, e seu lema é  "Tão Altos Quanto a Honra". Os bastardos nascidos no Vale geralmente recebem o sobrenome "Stone".
Jon Arryn era o chefe da família Arryn até ser envenenado pouco antes de A Game of Thrones. Seu único filho, Robert "Robin" Arryn, tornou-se o Lorde do Vale com Lysa Tully atuando como regente.

### Jon Arryn
Jon Arryn era o Senhor do Ninho da Águia, Defensor do Vale, Protetor do Oriente e Mão do Rei Robert Baratheon antes dos eventos de A Game of Thrones. Ele tomou Robert e Eddard Stark como guardas e se tornou uma figura paterna para ambos. Quando o Rei Aerys II Targaryen ordenou que ele entregasse seus protegidos para execução, Jon se rebelou.  Para ganhar o apoio da Casa Tully na rebelião, Jon se casou a jovem Lysa Tully.  Durante todo o reinado de Robert, Jon ficou com a maior parte da responsabilidade dos Sete Reinos. Quando Stannis Baratheon tinha dúvidas sobre o parentesco dos filhos da rainha Cersei Lannister, ele levou suas suspeitas para Jon, que confirmou que os filhos de Cersei não eram de Robert, mas do irmão da rainha, Sor Jaime.  Antes que ele pudesse revelar isso publicamente, Lysa envenenou-o nas ordens de Mindinho para impedi-lo de mandar seu filho Robin Arryn embora como guarda.
Na adaptação para a televisão da HBO, ele é interpretado por John Standing.

### Lysa Arryn
Lysa Arryn, anteriormente da Lysa Tully da Casa Tully, é a segunda filha e filha mais nova de Lorde Hoster Tully. Enamorada de Petyr Baelish, Lysa se ressentia de sua irmã mais velha, Catelyn Tully, quando ele se apaixonou por ela. Antes da série, Lorde Baelish trabalhava para pai, e Lysa foi engravidada por ele depois que Catelyn o desprezou. Sabendo disso, Hoster enviou Baelish para casa e enganou Lysa para beber uma poção abortiva, usando seu feto como prova de sua fertilidade enquanto se casava com Jon Arryn. Lysa tornou-se uma mulher paranóica e instável, mercurial.
Pouco antes de A Game of Thrones, Baelish convenceu Lysa a envenenar seu marido e escrever uma carta a Catelyn para nomear a Casa Lannister como a responsável pelo ato. Temendo por ela e seu filho, Lysa retorna ao Ninho da Águia e se torna Lady Regente do Vale. No Ninho da Águia, Lysa recusa o pedido de ajuda da Casa Stark e compromete o Vale com uma rígida política de neutralidade na guerra. Lysa depois aceita uma proposta de casamento de Baelish em A Storm of Swords. Depois de encontrar Baelish beijando Sansa Stark, Lysa tenta jogá-la para a morte, mas Baelish salva Sansa matando Lysa.
Na adaptação para a televisão da HBO, ela é retratada por Kate Dickie.

### Robert Arryn
Robert Arryn, às vezes chamado de "Doce Robin", é o único filho de Jon Arryn e Lysa Tully. Ele sofre de episódios freqüentes de convulsão, chamados de "doença agitante", e é retratado como intelectual e fisicamente atrofiado. No início da série, ele é o Lorde do Ninho e o Defensor do Vale, embora sua mãe governe como regente. Após o casamento de Lysa com Petyr Baelish e sua posterior morte em A Storm of Swords, Baelish reivindica o domínio do Vale e a guarda de Robert. Na ausência de sua mãe, ele se apega a sua prima Sansa Stark em seu disfarce de Alayne Stone.
Na adaptação televisiva dos romances, o personagem é renomeado para 'Robin Arryn' para evitar confusão com Robert Baratheon. Ele é interpretado por Lino Facioli.

### Yohn Royce
Yohn Royce (às vezes chamado de 'Bronze Yohn') é o Senhor de Pedrarruna e chefe da Casa Royce. Após a morte de Lysa Arryn, Lorde Yohn constitui o declarante do Senhor em oposição ao governo de Petyr Baelish no Vale.
Na adaptação para a televisão da HBO, ele é interpretado por Rupert Vansittart.

### Anya Waynwood
Lady Waynwood é a dama de Ferrobles e chefe da Casa Waynwood, um poderoso vassalo da Casa Arryn do Vale. Lady Anya é parte do Declarante dos Lordes, que se opõe ao governo de Baelish no Vale.
Na adaptação de televisão da HBO, ela é interpretada por Paola Dionisotti.

### Nestor Royce
Nestor é primo de Yohn Royce, de um ramo menor da Casa Royce. Ele governou o Ninho como Alto Administrador do Vale durante a ausência de Jon Arryn e atuou como Guardião dos Portões da Lua e sente que é devido pelos seus anos de serviço. Mindinho mais tarde faz dele o hereditário Senhor dos Portões da Lua para mantê-lo leal, assinando o documento declarando isso para que Nestor possa proteger os Portões, dependesse do poder de Baelish.

## Casa Greyjoy

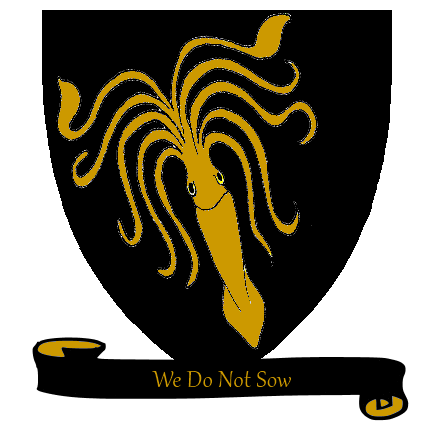
Brasão de armas da Casa Greyjoy

A Casa Greyjoy é uma das Grandes Casas dos Sete Reinos e é a principal casa nobre das Ilhas de Ferro, lar dos Nascidos do Ferro. Sua sede é no castelo de Pyke. Seu brasão exibe um kraken dourado em um campo negro, e seu lema é "Não Semeamos". Os bastardos nascidos nas Ilhas de Ferro recebem o sobrenome "Pyke". Os Greyjoys tornaram-se Lordes Paramount das Ilhas de Ferro depois que a Casa Targaryen conquistou os Sete Reinos e permitiu que os Ironborn escolhessem quem teria primazia sobre eles. Balon Greyjoy é o atual Senhor das Ilhas de Ferro. Ele tem dois filhos sobreviventes, sua única filha, Asha e Theon.

### Balon Greyjoy
Balon Greyjoy é o Senhor das Ilhas de Ferro, Rei do Sal e da Rocha, Filho do Vento do Mar e Lorde Ceifador de Pyke. Ele é um homem duro e feroz. Dez anos antes de A Song of Ice and Fire, ele liderou uma rebelião contra o rei Robert Baratheon. A rebelião fracassou e seu filho mais novo, Theon Greyjoy, foi levado como refém e criado em Winterfell por Lorde Eddard Stark. Após a morte de Robert, Balon rejeita a oferta de aliança de Robb Stark em um confronto de reis e declara-se rei das Ilhas de Ferro e do Norte.  Ele captura o Pescoço e destrói o litoral do norte sob o comando Stark. Ele morre em A Storm of Swords depois de cair de uma ponte durante uma tempestade. O retorno oportuno do irmão banido de Balon, Euron, leva muitos personagens a acreditarem que Euron desempenhou um papel na morte de Balon. Euron depois admite a Aeron que ele foi responsável pela morte de Balon, embora não em pessoa.
Na adaptação para a televisão da HBO, ele é interpretado por Patrick Malahide.

### Asha Greyjoy
Asha Greyjoy é a única filha de Balon Greyjoy e a mais velha criança viva. Ela atua como narradora em terceira pessoa em quatro capítulos em A Feast for Crows e A Dance with Dragons. Asha foi criada como herdeira de Balon, apesar de um costume que proíbe o domínio feminino, e desafiou os papéis tradicionais de gênero ao capitanear seu próprio navio e levar os homens à batalha. Quando Balon ordena uma invasão do norte em A Clash of Kings, ela captura Deepwood Motte. Ela retorna para as Ilhas em A Feast for Crows após a morte de seu pai e reivindica o trono de seu pai, que ela perde em favor de seu tio Euron. Em A Dance with Dragons, ela retorna a Deepwood Motte e descobre que Euron se casou com ela por procuração.  Ela é capturada por Stannis Baratheon e viaja com seu exército para Winterfell, onde ela se reúne com seu irmão Theon.
Na adaptação de televisão da HBO, o personagem é renomeado para Yara Greyjoy para evitar confusão com o personagem Osha. Yara é retratada por Gemma Whelan.

### Theon Greyjoy
Theon Greyjoy é o único filho vivo e herdeiro de Balon Greyjoy. Ele é o narrador em terceira pessoa de treze capítulos ao longo de A Clash of Kings e A Dance with Dragons. Ele é arrogante e orgulhoso. Dez anos antes dos eventos da série, ele foi feito refém por Ned Stark para ser executado se Balon desagradasse ao rei. Theon foi criado em Winterfell com as crianças Stark e tornou-se amigo íntimo de Robb Stark em particular.
Na adaptação para a televisão da HBO, ele é interpretado por Alfie Allen.

### Euron Greyjoy
Euron Greyjoy é o irmão mais novo de Balon e é odiado por todos os seus irmãos. Ele usa um remendo sobre o olho esquerdo, pelo qual ele é apelidado de Olho de Corvo e é mais implacável e sádico do que seus irmãos. Antes dos eventos da série, ele foi banido das Ilhas de Ferro. Durante seu exílio, ele viveu como um pirata e tornou-se extremamente rico e envolveu-se em magia negra, culminando em sua posse de um chifre que pode controlar os dragões. Em A Feast for Crows, o retorno de Euron do exílio coincide com a morte de Balon, encorajando assim a especulação de que ele desempenhou um papel na morte de seu irmão. Depois de se tornar o Rei das Ilhas de Ferro em um Kingsmoot, dizendo aos Nascidos do Ferro que ele sabe onde existem dragões e que ele pretende conquistar Westeros, ele inicia ataques bem-sucedidos ao longo da região da Campina. Ele envia seu irmão Victarion para o tribunal Daenerys Targaryen em seu nome e traz ela e seus dragões para Westeros.
Na adaptação televisiva da HBO, ele é interpretado por Pilou Asbæk. A versão para a televisão do Euron é mais um pirata/senhor da guerra viking, sem habilidades mágicas nem com um olho furado. Como o personagem Victarion Greyjoy foi omitido da adaptação para TV da série, o próprio Euron busca casamento de Daenerys Targaryen, embora uma vez que sua sobrinhos Yara e Theon Greyjoy formem uma aliança com Daenerys, Euron entra em uma aliança com Cersei Lannister, culminando em ela prometendo se casar com Euron após a derrota da Rainha Dragão.

### Victarion Greyjoy
Victarion Greyjoy é o segundo mais novo dos irmãos sobreviventes de Balon e é o Senhor Comandante da Frota de Ferro. Ele aparece pela primeira vez em A Clash of Kings e está presente quando seu irmão, o rei Balon Greyjoy, revela seus planos de invadir o norte; Victarion recebe o comando geral da invasão. Ele aparece em A Feast for Crows e serve como o narrador em terceira pessoa de quatro capítulos em A Feast for Crows e A Dance with Dragons. Victarion é um seguidor devoto do Deus Afogado. Anos antes dos eventos da série, ele matou sua esposa depois que ele soube do caso dela com Euron e não voltou a se casar. Depois de não se tornar o rei das Ilhas de Ferro, ele é mandado para trazer Daenerys Targaryen, em nome de Euron, mas ele planeja se casar com ela, apesar da traição anterior. Depois de resistir a uma tempestade selvagem, os restos de sua frota chegam a Meereen. Victarion ordena que sua frota assalide as forças que cercam a cidade. Seu destino é desconhecido.

### Aeron Greyjoy
Aeron Greyjoy é o mais novo dos irmãos sobreviventes de Balon. Ele é apresentado em A Clash of Kings e serve como um narrador em terceira pessoa para dois capítulos de A Feast for Crows. Em sua juventude, ele era um bêbado e foi desprezado por Balon, mais tarde conhecido como Aeron Damphair. Depois de quase se afogar, dedicou-se ao Deus Afogado e tornou-se sumo sacerdote. Após a misteriosa morte de Balon, e a coroação de seu irmão Euron, ele se torna um amargo oponente de Euron e seus planos, chamando um Kingsmoot para fazer Victarion o rei ao invés de Euron. Isso falha e Aeron se esconde. Um capítulo de antevisão de The Winds of Winter revela que Euron fez seus homens capturarem Aeron, deixando-o preso no navio do Euron por vários meses antes de ser amarrado à proa do navio. Também é revelado que a Euron molestou repetidamente Aeron em sua juventude, levando ao ódio de Aeron por Euron.
Na adaptação de televisão da HBO, ele é interpretado por Michael Feast.

### Rodrik Harlaw
Rodrik Harlaw é o senhor de Harlaw, o mais povoado das Ilhas de Ferro. Ele é o homem mais rico das Ilhas de Ferro e o tio materno de Asha Greyjoy, uma de suas irmãs sendo esposa de Balon. Rodrik é conhecido como "O Leitor" por causa de seu amor pela leitura. Ele tem tantos livros que eles encheram uma das torres em seu castelo de dez torres. Como os dois filhos de Rodrik morreram na Primeira Rebelião Greyjoy, seus vários parentes estão competindo para se tornar seu herdeiro. Rodrik nomeou seu primo Sor Harras Harlaw como herdeiro de Harlaw. Após a morte de Balon, Rodrik concorda em apoiar Asha no Kingsmoot, mas se preocupa caso ela não conseguisse apoio suficiente e oferece para torná-la herdeira das Dez Torres. Depois que Euron vence o Kingsmoot, Rodrik aconselha Asha a fugir das Ilhas de Ferro, temendo que Euron a mate para evitar que seu governo seja desafiado. Depois de capturar as Ilhas do Escudo, Euron faz Harras, o Lorde de Greyshield para enfraquecer o poder de Rodrik.

## Casa Tully

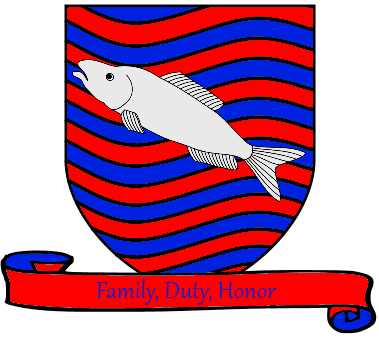
Brasão de armas da Casa Tully

A Casa Tully é uma das Grandes Casas dos Sete Reinos e é a principal casa das Terras Fluviais. Sua sede é o castelo Correrrio. Seu brasão exibe uma truta prateada saltitante em um campo de listras azuis e vermelhas ondulantes, e seu lema é "Família, Dever, Honra". Os bastardos nascidos nas Terras Fluviais geralmente recebem o sobrenome "Rivers". Quando a Casa Targaryen invadiu Westeros, o Lorde Tully foi um dos primeiros a acolher os invasores. Em troca, os Targaryens tornaram a Casa Tully a principal Casa das Terras Fluviais.

### Hoster Tully
Hoster Tully é o senhor de Correrrio e Senhor Supremo do Tridente. Ele é o pai de Catelyn Stark, Lysa Arryn e Edmure Tully. Ele muitas vezes briga com seu irmão Brynden porque Brynden se recusa a se casar. Anos antes dos eventos da série, ele concordou em promover Petyr Baelish em Correrrio como uma ala. Quando ele descobriu que Lysa estava grávida do filho de Petyr, ele mandou Petyr embora e enganou Lysa para beber uma poção abortiva. Hoster apoiou Robert Baratheon, Casa Stark e a Casa Arryn em rebelião contra a Casa Targaryen sob a condição de que Catelyn e Lysa fossem casadas com as famílias Stark e Arryn, respectivamente. Sua saúde se deteriora rapidamente sobre os romances; ele finalmente morre e é colocado para descansar no rio seguindo a tradição Tully.
Na adaptação de televisão da HBO, ele é interpretado por Chris Newman.

### Edmure Tully
Edmure Tully é o terceiro filho, único filho e herdeiro de Lorde Hoster Tully. Ele é zeloso e deseja ganhar o respeito de seu pai e proteger as pessoas comuns das Terras Fluviais. No entanto, ele também é dito ter um grande coração e suas decisões são muitas vezes imprudentes e emocionais. Ele assume o comando das Terras Fluviais em A Game of Thrones por causa da doença de seu pai e é levado em cativeiro por Jaime Lannister. Ele é resgatado por seu sobrinho Robb Stark e, ao saber da morte de Eddard Stark, ele lidera os senhores das Terras Fluviais na proclamação de Robb, o Rei do Norte. Ele derrota Tywin em batalha e involuntariamente destrói o plano de Robb de destruir o exército de Tywin. Como correções para frustrar o plano de Robb, ele concorda em se casar com Roslin Frey e reparar a aliança com a Casa Frey. No entanto, o casamento é uma armadilha e o exército de Stark-Tully é massacrado, violando os costumes dos antigos hóspedes. Edmure é levado para Rochedo Casterly, onde ele e os membros restantes da Casa Tully devem passar o resto de suas vidas como prisioneiros da Casa Lannister. Roslin deve permanecer nas Gêmeas, e os dois são prometidos a se reunirem após o nascimento de sua criança.
Na adaptação televisiva da HBO, ele é interpretado por Tobias Menzies.

### Brynden Tully

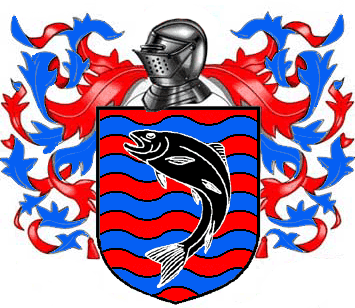
Brasão pessoal de Bryden Tully

Sor Brynden Tully, chamado Peixe Negro, é o irmão mais novo de Hoster Tully e o tio de Catelyn Stark, Lysa Arryn e Edmure Tully. Ele brigava constantemente com o irmão, geralmente por causa da recusa de Brynden de se casar. Durante um encontro, Hoster o chamou de ovelha negra da Casa Tully. Brynden refletiu que, como o símbolo de sua família era um peixe, ele era o "peixe negro" da família. Ele acompanhou Lysa ao Vale. Em A Game of Thrones, ele está chateado com a neutralidade do Vale na guerra em curso. Ele renuncia de sua posição e se junta a Robb Stark e seus homens vassalos. Ele é nomeado chefe dos batedores de Robb e é um membro crucial do conselho de guerra. Seus esforços ganharam Robb várias batalhas ao longo de A Clash of Kings. Ele é nomeado Protetor das Marcas do Sul em A Storm of Swords e permanece em Correrrio enquanto Robb vai para as Gêmeas para participar do casamento de Edmure. Após a morte de Robb, Brynden detém Correrrio em nome de Robb, mas ele é cercado pela Casa Lannister e Casa Frey. Em A Feast for Crows, Brynden se rende ao assento Tully de Correrrio para poupar mais derramamento de sangue, mas ele mesmo escapa da captura. Seu paradeiro é desconhecido.
Na adaptação para a televisão da HBO, ele é interpretado por Clive Russell.

### Walder Frey

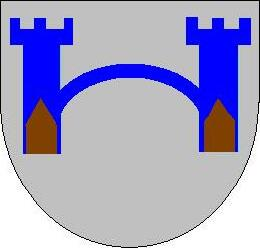
Brasão da Casa Frey

Walder Frey é o Senhor do castelo Gêmeas e um vassalo da Casa Tully. Ele é chamado de Senhor da Travessia, pois a colocação de seu castelo permite que ele controle quem cruza o rio, dando a Walder Frey considerável importância estratégica. Ele é conhecido por ter mais de cem descendentes e ter oito esposas. Ele enfatiza a lealdade familiar e acredita em cuidar das relações, incluindo aqueles que o desapontam. Embora ele seja um vassalo da Casa Tully, ele não vai imediatamente para Correrrio quando Edmure Tully convoca seus vassalos para apoiar Robb Stark em A Game of Thrones.
Desde que a travessia dos gêmeos é uma necessidade para Robb, Walder é capaz de negociar contratos de casamento entre sua casa e a Casa Stark. Mas quando Robb casa com Jeyne Westerling em A Clash of Kings, Frey fica indignado e retira seu apoio a Robb para conspirar com Tywin Lannister e Roose Bolton para decretar sua vingança. Em A Storm of Swords, Walder finge fazer as pazes com Robb e concorda em casar sua filha Roslin com Edmure. O casamento é uma armadilha, com Robb, seus principais apoiadores, e a maior parte de seu exército massacrado durante a festa, uma violação direta dos antigos direitos dos hóspedes. Ele então jura abertamente lealdade a Casa Lannister e seu segundo filho, Emmon Frey, pega Correrrio, a sede da Casa Tully, como uma recompensa, com casamentos vantajosos para outros descendentes dele. No entanto, o povo das Terras Fluviais se recusa a apoiar seu governo, e uma guerra começa se Walder Frey se esforça para controlar. A Casa Frey é tão grande e fracional que muitos dos Frey se odeiam, aspirando tornar-se o próprio Senhor da Passagem.
Na adaptação de televisão da HBO, ele é interpretado por David Bradley.

## Casa Tyrell

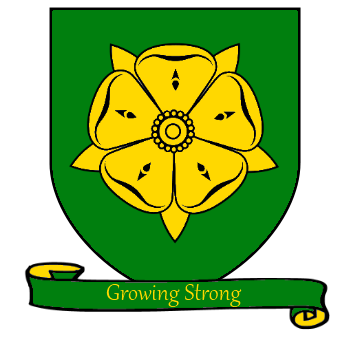
Brasão de armas da Casa Tyrell

A Casa Tyrell é uma das Grandes Casas dos Sete Reinos e é a principal casa nobre na região da Campina. Sua sede é o castelo Jardim de Cima, onde residem como os guardiões do sul. Seu brasão exibe uma rosa dourada em um campo verde e seu lema é "Crescendo Forte". Os bastardos nascidos na Campina recebem geralmente o sobrenome "Flowers". Os Tyrell tornaram-se senhores da Campina após o antigo rei dessa região, da Casa Gardner, ter sido morto na conquista de Aegon I Targaryen, e a Casa Targaryen uma vez no poder fez os Tyrells os administradores de Jardim de Cima. Como a Casa Florent tinha uma reivindicação melhor para Jardim de Cima, os Tyrell são frequentemente vistos como "mordomos" pelos senhores da Campina e outras Grandes Casas; no entanto, as mulheres da família Tyrell são conhecidas por serem líderes perspicazes e inteligentes.

### Olenna Tyrell
Olenna Tyrell, também conhecida como a Rainha dos Espinhos, nasceu na Casa Redwyne e é a mãe de Mace Tyrell e viúva do falecido Luthor Tyrell. Ela é descrita como uma mulher velha, magra e astuta, com um humor perverso e uma língua afiada, e é conhecida por declarar abertamente sua opinião.
Na adaptação para a televisão da HBO, ela é interpretada por Diana Rigg.

### Margaery Tyrell
Margaery Tyrell é a filha mais nova e única filha de Mace Tyrell. Ela é uma jovem inteligente, bonita e astuta, e apesar de ter apenas dezesseis anos, ela é manipuladora e adepta de intrigas políticas. No programa da HBO, ela é morta por uma explosão de incêndios no Septo de Baelor após o julgamento de seu irmão Loras, junto com seu irmão e pai.
Na adaptação para a televisão da HBO, ela é interpretada por Natalie Dormer.

### Mace Tyrell
Lorde Mace Tyrell é o Senhor do Jardim de Cima, Defensor das Marcas, Alto Marechal da Campina e Protetor do Sul. Ele tem três filhos - Willas, Garlan e Loras - e uma filha, Margaery. Ele é descrito como um homem prematuramente velho e tedioso que carece de conhecimento político e é pensado para servir como figura de proa a sua mãe, Olenna Redwyne. Em A Clash of Kings, ele apóia o casamento entre Margaery e Renly Baratheon, que planeja usurpar o trono dos Sete Reinos. Quando Renly morre, Mace aceita uma oferta para casar Margaery com Joffrey Baratheon, o atual rei. Depois que seus exércitos e Tywin derrotaram Stannis Baratheon, para Mace é dado um assento no conselho do rei. Após a queda de Cersei, Kevan Lannister, regente dos Sete Reinos, nomeia Mace como sua mão, principalmente para reparar o relacionamento entre suas casas. Mace então tenta preencher o Conselho Pequeno com seus vassalos, gananciosos por mais poder.
Na adaptação para a televisão da HBO, ele é interpretado por Roger Ashton-Griffiths.

### Loras Tyrell
Sor Loras Tyrell, apelidado de Cavaleiro das Flores, é o terceiro filho de Mace Tyrell. Ele é um jovem, mas altamente qualificado, cavaleiro e cavaleiro de torneios. Ele é amado pelas multidões e muitas moças se encantam com ele. Quando Renly Baratheon, amante de Loras, afirma-se rei dos Sete Reinos em A Clash of Kings, Loras apoia-o e é nomeado chefe da guarda pessoal de Renly. Após o assassinato de Renly, Loras está enfurecido com a dor, culpando Brienne de Tarth e Catelyn Stark pela morte de Renly. Em A Storm of Swords, ele questiona Brienne e finalmente decide que ela não é a assassina. Quando sua irmã Margaery é casada com Joffrey Baratheon, ele se junta a Guarda Real. Ele se voluntaria para liderar o ataque a Pedra do Dragão em A Feast for Crows para que Cersei Lannister enviasse assistência militar para defender seu nativo Jardim dos Greyjoys. Ele captura com sucesso Pedra do Dragão, mas está gravemente ferido e quase morre. No final de A Dance with Dragons, ele mal se agarra à vida. Seu destino é desconhecido. No programa da HBO, ele é morto por uma explosão de incêndios no Septo de Baelor após seu julgamento, junto com sua irmã e pai.
Na adaptação para a televisão da HBO, ele é interpretado por Finn Jones. O personagem é um composto dos três filhos de Mace Tyrell. A adaptação descreve abertamente Loras e Renly Baratheon como amantes, uma interação apenas indiretamente abordada nos romances.

### Randyll Tarly
Randyll Tarly é o chefe da Casa Tarly, homem vassalo da Casa Tyrell, e considerado um dos melhores comandantes militares em Westeros. Ele também é o pai de Samwell Tarly. Quando a notícia da prisão de Margaery Tyrell atinge Randyll, ele marcha seu exército para Porto Real, onde Kevan Lannister faz dele o novo mestre das leis.
Na adaptação para a televisão da HBO, ele é interpretado por James Faulkner.

## Casa Martell

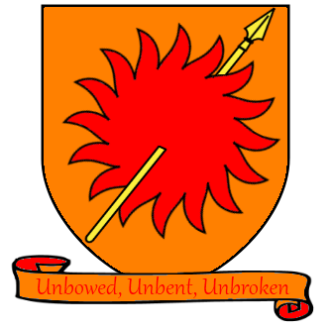
Brasão de armas da Casa Martell

A Casa Martell é uma das Grandes Casas dos Sete Reinos e é a casa governante do reino de Dorne. Sua sede é o castelo de Lançassolar. Seu brasão exibe uma lança de ouro perfurando um sol vermelho em um campo laranja, e seu lema é "Não Rebaixados, Não Curvados, Não Quebrados". Bastardos nascidos em Dorne geralmente recebem o sobrenome "Sand". Dorne, juntamente com a Casa Martell, é cultural, étnica e politicamente distinta do resto dos reinos. Os governantes de Dorne são denominados Príncipe ou Princesa porque Dorne resistiu à conquista direta e se juntou ao resto dos Sete Reinos por meio do casamento.

### Doran Martell
Doran Martell é o Príncipe de Dorne e o Senhor de Lançassolar. Ele é o pai de Arianne, Quentyn e Trystane. Em A Game of Thrones, ele está na casa dos cinquenta, e é quase incapaz de andar e dependente de uma cadeira de rodas. Ele é um homem cauteloso e pensativo que não exibe suas emoções. Ele jura lealdade a Joffrey somente depois que Myrcella Baratheon é prometida a Trystane por Tyrion Lannister, mandando-a para Dorne. Tyrion também lhe dá uma posição no conselho de Joffrey. Em A Storm of Swords, Doran envia seu irmão Oberyn para reivindicar a posição. Após a morte de Oberyn, Doran se recusa a iniciar uma guerra e retorna a Lançassolar para retomar o controle de seu principado. Ele aprisiona as filhas vingativas de Oberyn, chamadas de Serpentes da Areia (que pedem guerra pela morte de seu pai), para manter a paz. Depois de frustrar a tentativa de sua filha Arianne de coroar Myrcella, a Rainha dos Sete Reinos, ele revela que há muito tempo planeja a queda de Tywin Lannister para vingar Elia e pretende aliar Dorne com a Casa Targaryen.
Na adaptação para a televisão da HBO, ele é interpretado por Alexander Siddig.

### Arianne Martell
Arianne Martell é a filha mais velha do Príncipe Doran Martell, de Dorne, e herdeira de Lançassolar. Ela serve como narradora em terceira pessoa para dois capítulos em A Feast for Crows e será a narradora de pelo menos dois capítulos em The Winds of Winter. Ela é esperta e bonita e também é próxima de seus primos, as serpentes de areia. Em A Feast for Crows, ela está insatisfeita com o pai, acreditando que ele é fraco. Ela planeja nomear Myrcella Baratheon a Rainha dos Sete Reinos, como pela lei Dornense, Myrcella herda o título sobre seu irmão. Arianne seduz Arys Oakheart para ganhar o apoio da alegação de Myrcella. O enredo é frustrado e Myrcella é ferida na tentativa de seqüestro. Como Arianne confronta Doran depois que ele frustra seus planos, seu pai revela que ele vem tramando vingança contra Tywin Lannister por muitos anos e estava esperando o momento perfeito para atacar. Após a Companhia Dourada invadir Westeros, Doran envia Arianne para descobrir a verdade sobre Aegon Targaryen. Seu destino é desconhecido.

### Quentyn Martell
Sor Quentyn Martell é o segundo filho e filho mais velho de Doran Martell. Ele serve como o narrador em terceira pessoa de quatro capítulos em A Dance with Dragons. Ele é descrito como inteligente, sério e obediente, embora não particularmente bonito. Em A Dance with Dragons é revelado que Doran Martell enviou Quentyn para se casar com Daenerys Targaryen e trazê-la para Dorne. No caminho, a maioria dos companheiros de Quentyn morrem. Ele e seus dois amigos restantes, Archibald Yronwood e Gerris Drinkwater, são forçados a se tornarem mercenários para chegar à Baía dos Escravos. Daenerys recusa educadamente a oferta. Não querendo sair de mãos vazias, Quentyn tenta pegar um dos dragões de Daenerys como uma montaria para impressioná-la, mas é morto por seus dragões na frente de seus guardas.

### Trystane Martell
Trystane Martell é o filho mais novo de Doran Martell. Para garantir a lealdade da Casa Martell ao trono, é decidido que ele se casará com Myrcella Baratheon quando atingirem a maioridade.
Na adaptação para a televisão da HBO, ele é interpretado por Toby Sebastian.

### Elia Martell
Elia Martell era a irmã mais nova do príncipe Doran Martell, de Dorne, e era muito próxima de seu irmão mais novo Oberyn. Ela se casou com o príncipe Rhaegar Targaryen e lhe deu dois filhos: uma filha Rhaenys e um filho Aegon. Quinze anos antes dos eventos da série, Rhaegar foi morto em batalha durante a Rebelião de Robert. Quando a capital foi saqueada pela Casa Lannister, ela foi estuprada e assassinada por Gregor Clegane. O irmão de Elia, Oberyn, no entanto, acreditava que Tywin havia assassinado Elia para vingar a negligência de sua honra quando Aerys teve seu filho e herdeiro casado com Elia, em vez da filha de Tywin, Cersei.

### Oberyn Martell
Oberyn Martell é o irmão mais novo de Doran Martell. Ele é um homem de cabeça quente, vigoroso e lascivo, com um raciocínio rápido e uma língua farpada. Ele é um lutador formidável e é chamado de Víbora Vermelha porque há boatos de que ele envenena suas armas. Em A Storm of Swords, ele leva um enviado Dornence a Porto Real para reivindicar o assento no pequeno conselho em nome do seu irmão, o Príncipe Doran Martell, e obter justiça pelo assassinato de sua irmã Elia Martell.
Na adaptação televisiva da HBO, ele é interpretado por Pedro Pascal.

### Ellaria Sand
Ellaria Sand é a amante do príncipe Oberyn Martell e mãe das quatro jovens "Serpentes da Areia". Ela acompanha Oberyn a Porto Real quando Oberyn toma o assento no pequeno conselho. Depois de retornar a Dorne, ela fica perturbada quando ouve a declaração de Obara sobre como a morte do Montanha "é um começo", já que ela vê a futilidade disso, e está preocupada com a segurança de sua própria filha.
Na adaptação de televisão da HBO, ela é retratada por Indira Varma.

### As Serpentes da Areia
As Serpentes da Areia são as oito filhas ilegítimas do príncipe Oberyn Martell: Obara, Nymeria, Tyene, Sarella, Elia, Obella, Dorea e Loreza, estas últimas quatro nasceram da amante de Oberyn, Ellaria Sand. As quatro mais velhas, no entanto, nasceram de mulheres diferentes: Obara, de uma prostituta de Vilavelha; Nymeria (também conhecida como Lady Nym) de uma nobre em Volantis; Tyene de um septa servindo a Fé dos Sete; e Sarella da capitã do navio comercial Ilhas de Verão Beijo Emplumado. Elas são coletivamente chamados de "Serpentes da Areia", em referência ao apelido de seu pai "Víbora Vermelha" e a norma regional de dar aos filhos ilegítimos de Dorne o sobrenome bastardo "Sand".
Em A Feast for Crows, Obara, Nymeria e Tyene desejam vingar-se da morte de seu pai e pressionam seu tio, o príncipe Doran Martell, a declarar guerra. Quando eles estão implicados em várias tramas para agitar a população Dornence, o Príncipe Doran se apodera de seus planos e ordena que Areo Hotah prenda as Serpentes da Areia para impedi-las de levar Dorne à guerra.
Em A Dance with Dragons, Doran libera as Serpentes da Areia e as envia em missões individuais em sua trama secreta para derrubar a Casa Lannister em vingança pelo assassinato de Elia Martell durante o Ataque em Porto Real. Obara é enviada para acompanhar o cavaleiro visitante da Guarda Real, Balon Swann, até o Alto Hermitage, para que ele possa caçar e matar o cavaleiro desonesto Gerold Dayne pelo ataque mutilador à Princesa Myrcella. Nymeria é enviada para Porto Real para ocupar o lugar vago de Dorne no pequeno conselho na casa de seu falecido pai (e servir como um agente por dentro). Tyene é enviada para acompanhar sua irmã Nymeria até Porto Real disfarçada de septos e ganhar a confiança do Alto Pardal. O status de Sarella é desconhecido, embora de acordo com o Príncipe Doran ela esteja brincando de algum tipo de "jogo" em Vilavelha, e há especulações de que ela está disfarçada como um acólito da Cidadela masculino chamado Alleras ("Sarella" soletrado para trás) com o apelido de "Esfinge", que ajuda e é encarregado de cuidar de Samwell Tarly quando ele chega à Cidadela no capítulo final de A Feast for Crows.
Em dois capítulos pré-lançados do ainda não terminado The Winds of Winter, a quinta Serpente da Areia Elia, apelidada de "Lady Lance", acompanha sua prima Arianne Martell em sua jornada para se encontrar com Jon Connington.
Na adaptação para televisão da HBO, Obara Sand é retratada por Keisha Castle-Hughes, Nymeria Sand por Jessica Henwick, e Tyene Sand por Rosabell Laurenti Sellers; as outras Serpentes da Areia não aparecem na série.

### Areo Hotah
Areo Hotah é o capitão dos guardas do príncipe Doran Martell. Ele serve como o narrador em terceira pessoa de dois capítulos ao longo de A Feast for Crows e A Dance with Dragons. Ele nasceu como o mais novo de uma grande família em Norvos. Areo é leal a Doran. Ele ajuda a frustrar o plano de Arianne Martell para nomear Myrcella Baratheon, a Rainha dos Sete Reinos, matando Arys Oakheart no processo.
Na adaptação televisiva da HBO, ele é interpretado por DeObia Oparei.

## Patrulha da Noite e Selvagens

Brasão de armas da Patrulha da Noite

A Patrulha da Noite é uma irmandade de homens que patrulham a Muralha. Os membros individuais ou "Irmãos da Patrulha" (chamados "Corvos" pelos Selvagens) rejeitam terras e títulos, praticam o celibato, cortam laços com suas famílias, assumem neutralidade na política e nunca abandonam suas atribuições,  sobre a dor da morte.  Juntar-se à Patrulha ainda é considerado uma honra, porque qualquer homem pode ascender nas fileiras, independentemente da ilegitimidade ou do passado criminoso, mas no primeiro livro,  a Patrulha está severamente subalternizada. A Patrulha é baseada no Castelo Negro, onde o Senhor Comandante da Patrulha reside e novos recrutas são treinados. 
Selvagens, também chamados, são pessoas que vivem além do Muralha.  Vivem em aldeias independentes e não têm governo central. Grupos de selvagens freqüentemente atravessam a Muralha para saquear. Em A Storm of Swords, os selvagens se unem sob Mance Rayder, o auto-intitulado "Rei-para-lá-da-Muralha", e invadem os Sete Reinos para escapar do retorno de Os Outros. Com a ajuda de Jon e Stannis Baratheon, eles se estabelecem no Norte. Muitos se mudam para os castelos abandonados para defender a Muralha.

### Jeor Mormont
Jeor Mormont, chamado Velho Urso, é o Senhor Comandante da Patrulha da Noite. Ele era o Senhor da Ilha dos Ursos no Norte, mas se juntou à Guarda para passar o título para seu filho Jorah Mormont. Mormont é considerado um líder forte e resoluto e exige respeito. Ele mantém um corvo capaz de falar frases simples como um animal de estimação. Em A Game of Thrones, ele escolhe Jon Snow como seu mordomo pessoal e potencial sucessor. Logo depois, um wight (um corpo morto reanimado pelos Outros) tenta matá-lo, mas Jon mata o wight. Como agradecimento, Mormont dá a Jon sua espada ancestral, Longclaw, e muda seu pomo para a cabeça de um lobo, de acordo com o símbolo da Casa Stark. Para investigar o retorno dos animais, o desaparecimento de vários Arqueiros e rumores de um exército selvagem, Jeor lidera uma expedição além da Muralha em A Clash of Kings, mas seus homens são aniquilados por Outros em A Storm of Swords. Ele lidera os sobreviventes até a Fortaleza de Craster, onde ele é morto em um motim.
Na adaptação para a televisão da HBO, ele é interpretado por James Cosmo.

### Maester Aemon
Aemon Targaryen é o irmão mais velho de Aegon V Targaryen, o terceiro filho de Maekar I Targaryen e membro da Patrulha da Noite. Décadas antes do início da série, ele foi enviado para a Cidadela em Vilavelha sob as ordens de seu avô Daeron II, que achava que havia muitos Targaryens, e se tornou um Maester (um de uma ordem de estudiosos e curandeiros). Mais tarde, ele foi oferecido o trono dos Sete Reinos após a morte de seu pai Maekar, mas cedeu a regra para seu irmão Aegon V e se juntou à Patrulha da Noite. Por A Game of Thrones, ele é idoso e cego, mas fornece orientação para os homens da Patrulha. Em A Feast for Crows, Jon Snow o envia para a Cidadela pelo mar, mas Maester Aemon morre na viagem entre Braavos e Vilavelha.
Na adaptação para a televisão da HBO, ele é interpretado por Peter Vaughan.

### Yoren
Yoren é um recrutador da Patrulha da Noite. Em A Game of Thrones, Yoren viaja com Tyrion Lannister da Muralha a Porto Real, e está presente quando Tyrion é preso por Catelyn Stark. Ele então corre para Porto Real para informar Eddard Stark. Durante a execução de Lorde Eddard, ele encontra Arya Stark e protege-a de ver a morte de seu pai. Em A Clash of Kings ele disfarça Arya como recruta de meninos para contrabandeá-la para Winterfell, mas é morto por soldados Lannister.
Na adaptação para a televisão da HBO, ele é interpretado por Francis Magee.

### Samwell Tarly
Samwell Tarly, chamado "Sam", é o filho mais velho de Lorde Randyll Tarly de Monte Chifre. Dez capítulos ao longo de A Storm of Swords e A Feast for Crows são contados do seu ponto de vista. Apesar de sua covardia, Sam é altamente inteligente, engenhoso e leal. A total falta de habilidades marciais de Sam e seu interesse em atividades acadêmicas convence seu pai de que ele não é um herdeiro digno e é forçado a se juntar à Patrulha da Noite.
Na adaptação para a televisão da HBO, ele é interpretado por John Bradley.

### Janos Slynt filho
Janos Slynt era um ex-comandante da Vigilância da Cidade em Porto Real e irmão da Patrulha da Noite. Ele aparece pela primeira vez em A Game of Thrones como comandante da Vigilância da Cidade. Slynt é conhecido por sua corrupção, mas Robert foi persuadido a não removê-lo porque o próximo comandante poderia ser pior. Após a morte de Robert, quando Ned pretende depor Joffrey, Slynt ordena que seus homens prendam Ned. Para isso, Janos Slynt foi feito um senhor e dado Harrenhal.
Em A Clash of Kings, Tyrion Lannister exila Slynt à Patrulha da Noite, como ele não é confiável. Em A Storm of Swords, Slynt tenta ser eleito Lorde Comandante da Patrulha da Noite, mas perde para Jon Snow. Depois que Slynt repetidamente recusa as ordens de Jon, Jon o executa publicamente.
Na adaptação para a televisão da HBO, ele é interpretado por Dominic Carter.

### Alliser Thorne
Alliser Thorne é o mestre das armas em Castelo Negro, um guerreiro encarregado de treinar os recrutas da Patrulha. Thorne era originalmente um lealista dos Targaryen que, após a queda da Casa Targaryen nas mãos de Ned e Robert, foi forçado a se juntar à Patrulha da Noite. Ele guarda profundo ressentimento da Casa Stark por esse destino. Quando Jon chega a Castelo Negro, Thorne pessoalmente atormenta, humilha e provoca Jon sempre que possível.
Na adaptação para a televisão da HBO, ele é interpretado por Owen Teale.

### Mance Rayder
Mance Rayder é um ex-membro da Patrulha da Noite que mais tarde desertou. Desde então, ele se tornou conhecido como "Rei-para-lá-da-Muralha". Em A Storm of Swords, ele une todos os selvagens sob seu comando e os leva a atacar a Muralha do sul, tentando guiar seu povo para a segurança do avanço dos Outros. Sua vanguarda é derrotada por Jon Snow na Muralha. Durante uma batalha entre os Selvagens com a Patrulha, Stannis Baratheon e seu exército acabam com os selvagens, e Mance é feito prisioneiro. Stannis ordena que Mance seja queimado vivo em A Dance with Dragons, mas Jon descobre depois que a sacerdotisa Melisandre usou magia para disfarçar Rayder como outro selvagem que foi queimado em seu lugar, escapando da execução. Jon ordena Mance para resgatar Arya Stark, sem saber que a garota é realmente Jeyne Poole. Em Winterfell, Mance e alguns outros mata secretamente vários dos homens de Roose Bolton, criando tensão em Winterfell, e pede a ajuda de Theon Greyjoy para contrabandear Jeyne para fora do castelo, mas Mance é forçado a ficar para trás. Ramsay Bolton mais tarde envia uma carta a Jon alegando que ele capturou Mance e está mantendo-o prisioneiro.
Na adaptação para a televisão da HBO, ele é interpretado por Ciarán Hinds. No show, Mance Rayder não é salvo por Melisandre e sua execução ocorre.

### Ygritte
Ygritte é uma mulher selvagem conhecida por seus cabelos ruivos. Ela é feroz e teimosa. Na cultura selvagem ela é conhecida como uma esposa: uma mulher que também é uma guerreira.
Na adaptação para a televisão da HBO, ela é retratada por Rose Leslie.

### Craster
Craster é um selvagem que vive ao norte da Muralha em uma propriedade fortificada chamada Fortaleza de Craster. Um lamentável aliado da Patrulha da Noite, ele tem dezenove esposas e, quando suas filhas têm idade suficiente, ele se casa com elas, criando novos filhos. Ele é morto por um jovem guarda-florestal, Karl Tanner.
Na adaptação de televisão da HBO, ele é interpretado por Robert Pugh.

### Gilly
Gilly é uma garota selvagem, filha e esposa de Craster. Depois que a Patrulha da Noite se reagrupa na Fortaleza de Craster, Gilly dá à luz um filho. Craster é morto antes que ele possa sacrificar a criança, e na confusão Gilly foge para o sul com Samwell.
Na adaptação para a televisão da HBO, ela é interpretada por Hannah Murray.

### Val
Val é a irmã da esposa de Mance Rayder, Dalla. Após a incursão dos Selvagens falha, ela é mantida prisioneira na Muralha. Ela é descrita como uma mulher atraente. Em A Dance with Dragons, Jon Snow a manda sozinha para levar um guerreiro Selvagem, Tormund e seu povo para a Muralha. A missão é bem sucedida.

### Senhor dos Ossos
O Senhor dos Ossos (também ridicularizado como "Casaca") é um líder selvagem sob Mance Rayder, conhecido por sua vileza e covardia. Em A Dance with Dragons, ele é executado, acredita-se ser Mance, pois Melisandre o fez tomar a aparência do condenado.
Na adaptação para a televisão da HBO, ele é interpretado por Edward Dogliani na temporada 2 e 3 e Ross O'Hennessy na temporada 5.

### Bowen Marsh
Bowen Marsh é o Primeiro Comissário da Patrulha da Noite, baseado no Castelo Negro. Ele é responsável pelo funcionamento cotidiano da Patrulha da Noite, lidando com questões de suprimentos, financiamento, logística e comunicações. Durante A Dance with Dragons, Bowen fica desiludido com as decisões tomadas por Jon Snow como Lorde Comandante. Temendo pela segurança futura da Patrulha da Noite, Bowen e vários de seus seguidores apunhalam Jon.
Na adaptação para a televisão da HBO, ele é interpretado por Michael Condron.

### Eddison Tollett
Eddison Tollett (também conhecido como "Dolorous Edd" por seu temperamento melancólico e humor sarcástico) é um escudeiro da Casa Tollett e um mordomo da Patrulha da Noite. Edd sobrevive a luta com as criaturas no Punho dos Primeiros Homens. Ele está entre os sobreviventes para voltar à Fortaleza de Craster. Em A Dance with Dragons Edd exerce suas funções como mordomo do Lorde Comandante. Ele é um dos homens trazidos para ajudar o Lorde Comandante Jon Snow a escoltar Janos Slynt para sua execução.
Na adaptação para a televisão da HBO, ele é interpretado por Ben Crompton.

### Tormund Giantsbane
Tormund, mais conhecido como "Tormund Giantsbane" ou "Tormund Thunderfist", é um famoso cavaleiro selvagem. Alto e sociável, ele é um dos principais generais de Mance, feroz e terrível em combate. Tormund gosta de Jon depois que ele se junta a eles e até dá conselhos sobre seu relacionamento com Ygritte.
Na adaptação para a televisão da HBO, ele é interpretado por Kristofer Hivju.

### Varamyr Sixskins
Varamyr é um trocador de pele Selvagem, nomeado devido ao controle de seis animais e narra o prólogo de "A Dance With Dragons". Ele deteve o poder sobre várias aldeias de selvagens e até aspirou a ser Rei-Além-da-Muralha, antes de se juntar a Mance Rayder. Quando Stannis ataca os Selvagens, Melisandre usa sua magia para queimar a águia de Varamyr, fazendo com que ele perca o controle de seus animais restantes. Varamyr esconde sua identidade, fugindo para o norte e mantendo o controle de três lobos. Ele é esfaqueado por um garoto e, quando ele está morrendo, tenta pegar o corpo da Spearwife Thistle. No entanto, ela o expulsa de sua mente e Varamyr morre, sua mente vivendo no lobo One Eye.

## Corte real e oficiais
A Corte Real em Porto Real é composta principalmente pelo Pequeno Conselho do Rei e sua Guarda Real, os sete cavaleiros que juraram proteger o rei e sua família. Todos os membros do pequeno conselho, exceto o Grande Meistre, são nomeados e demitidos pelo rei ou pela Mão.

### Petyr Baelish
O Senhor Petyr Baelish, chamado Mindinho, detinha o poder como o Mestre da Moeda, o Tesoureiro dos Sete Reinos. Petyr nomeia-se Senhor Protetor do Vale após a morte de sua esposa, Lysa Arryn.
Na adaptação televisiva da HBO, ele é interpretado por Aidan Gillen.

### Varys
Varys, chamado Aranha, é um eunuco que serve como Mestre dos Sussurradores, o espião mestre do rei dos Sete Reinos. Ele é temido por nobres e pessoas comuns. Ele é descrito como calvo e gordo, e ele geralmente afeta uma maneira aduladora e afeminada. Ele conhece todas as passagens secretas do castelo real e seus espiões são encontrados em toda parte.
Na adaptação para a televisão da HBO, ele é interpretado por Conleth Hill.

### Pycelle
Pycelle é um idoso Meistre, que durante décadas serviu muitos reis como Grande Maister, o curador pessoal e erudito do rei. Embora ele seja inteligente e altamente educado, sua eficácia como oficial do tribunal tem sido embotada por sua idade. Ele é secretamente um agente de influência da Casa Lannister: ele convenceu o Rei Aerys II Targaryen a abrir os portões de Tywin Lannister durante a Rebelião de Robert, ele permitiu que Jon Arryn morresse para manter em segredo o verdadeiro parentesco dos filhos de Cersei Lannister, e teria matado o Rei Robert Baratheon sob o comando de Cersei. Ao saber disso, Tyrion Lannister remove Pycelle do cargo e o aprisiona. Em A Storm of Swords, ele é restaurado para sua posição. Ele se opõe às decisões da rainha Regente Cersei em A Feast for Crows, e ela considera substituí-lo. Quando Cersei é presa, Pycelle assume o controle do conselho do rei e oferece Kevan Lannister a regência. Juntos, eles começam a restaurar a ordem nos Sete Reinos. Pycelle é morto por Varys, que acredita que ele e a liderança competente de Kevan ameaçam a restauração da dinastia Targaryen.
Na adaptação para a televisão da HBO, ele é interpretado por Julian Glover.

### Barristan Selmy
Sor Barristan Selmy, chamado Barristan, o Ousado, é aclamado como um herói em Westeros e é o Senhor Comandante da Guarda Real. Ele serve como o narrador em terceira pessoa de quatro capítulos em A Dance with Dragons. Embora tenha mais de sessenta anos no início da série, ele continua sendo um notável lutador e é o cavaleiro vivo mais famoso e respeitado. Ele tem sido um membro da Guarda Real durante a maior parte de sua vida e serviu três reis. Ele permaneceu leal a Casa Targaryen durante a rebelião de Robert Baratheon, mas depois aceitou o perdão de Robert e manteve sua posição como comandante. Ele é demitido por Cersei após a sucessão de Joffrey ao trono. Em A Clash of Kings, ele começa a servir a princesa exilada Daenerys Targaryen. Ele expõe Sor Jorah Mormont, o conselheiro mais confiável de Daenerys, como um ex-espião de Robert. Quando Daenerys desaparece em A Dance with Dragons, ele se torna um narrador PDV e relutantemente governa Meereen sob o título de Mão da Rainha até que ela retorne.
Na adaptação televisiva da HBO, ele é interpretado por Ian McElhinney, ele é mortalmente ferido em uma batalha com os Filhos da Harpia no episódio da quinta temporada "Sons of the Harpy".

### Arys Oakheart
Sor Arys Oakheart é um cavaleiro da Guarda Real do Rei Robert Baratheon, e para os herdeiros posteriores de Robert. Ele serve como narrador em terceira pessoa para um capítulo em A Feast for Crows. Arys acompanha Myrcella Baratheon até Dorne, onde ele é seduzido por Arianne Martell. [Juntos, eles planejam colocar Myrcella no trono. Depois que o enredo é frustrado, Arys é morto.

### Ilyn Payne
Sor Ilyn Payne é a justiça do rei, o carrasco real. Antes dos eventos da série, o Rei Aerys II Targaryen ordenou que sua língua fosse cortada. Ele é um líder habilidoso, raramente exigindo um segundo golpe para terminar suas acusações. Ilyn executa Lorde Stark após sua queda. Ele serve como parceiro de treino de Jaime em A Feast for Crows.
Na adaptação de televisão da HBO, ele é interpretado por Wilko Johnson.

### Qyburn
Qyburn é um ex-Meistre que perdeu sua corrente por experimentos antiéticos. Tem rumores de que ele se envolveu em necromancia. Em A Clash of Kings, ele é um membro da empresa mercenária Companhia Brave. Mais tarde, ele deixa a empresa em A Feast for Crows e se junta à corte em Porto Real. Ele convence a rainha Cersei Lannister a permitir que ele faça experimentos com Gregor Clegane. Ele cria Cersei um campeão imbatível apelidado de Sor Robert Strong, que é feito um cavaleiro da Guarda Real.
Na adaptação para a televisão da HBO, ele é interpretado por Anton Lesser.

### O Alto Pardal
O Alto Pardal é um membro proeminente dos "pardais", um movimento religioso formado durante a Guerra dos Cinco Reis e membro da Fé dos Sete.
Na adaptação para a televisão da HBO, ele é retratado por Jonathan Pryce.

### Meryn Trant
Sor Meryn Trant é membro do reinado do rei Robert Baratheon, do rei Joffrey Baratheon e do rei Tommen Baratheon.
Ele parece perfeitamente disposto a fazer o que Joffrey manda, não importa o quão vil a ordem. Quando Eddard Stark está sendo preso, ele é ordenado por Cersei para trazê-la Arya Stark. O instrutor de esgrima de Arya, Syrio Forel, defende Arya de Ser Meryn e é presumivelmente morto. 
Na adaptação para a televisão da HBO, ele é interpretado por Ian Beattie.

### Balon Swann
Sor Balon Swann é o segundo filho de Lorde Gulian Swann. Dizem que ele é habilidoso com a lança e arco e flecha. Ele é feito um guarda real após a morte de Sor Preston Greenfield, que Tyrion Lannister aprova. Durante a Batalha da Água Negra, ele luta bravamente contra as forças de Stannis Baratheon. Em A Feast for Crows, Cersei Lannister o envia a Dorne com o crânio de Gregor Clegane, que ele dá a Doran Martell. Doran depois informa as Serpentes da Areia e Arianne Martell do envolvimento de Balon em um plano de Cersei para matar Trystane Martell e enquadrar Tyrion. Depois de saber da tentativa de assassinato da princesa Myrcella Baratheon, Balon sai para perseguir Darkstar, o homem que fez o atentado contra a vida de Myrcella.
Ser Balon não aparece na adaptação televisiva da HBO.

## Outros Personagens

### Khal Drogo
Drogo é um poderoso khal, ou senhor da guerra, do povo Dothraki, uma nação tribal de cavaleiros nas estepes além das Cidades Livres. Ele é um guerreiro realizado e nunca foi derrotado em batalha. Ele é o primeiro marido de Daenerys Targaryen.
Na adaptação para a televisão da HBO, ele é interpretado por Jason Momoa.

### Syrio Forel
Syrio Forel é a antiga Primeira Espada de Bravos e um mestre do estilo de luta de Braavosi conhecido como Dança da Água. Ele instrui Arya nos caminhos da esgrima. Quando os Lannister enviam seus guardas para capturar Arya, Syrio é morto protegendo-a.
Na adaptação para a televisão da HBO, ele é interpretado por Miltos Yerolemou.

### Jaqen H'ghar
Jaqen H'ghar é um nome usado por um membro da Homem sem Face, uma sociedade de assassinos que segue uma personificação da morte conhecida como o Deus de Muitas Faces. Em A Clash of Kings, ele é retirado das masmorras para se juntar à Patrulha da Noite. Na jornada, ele conhece Arya Stark, que o libera com outros dois quando o grupo é atacado por Lannisters. Em troca, ele promete matar três pessoas que ela nomear. Depois que Arya nomeia o próprio Jaqen, ele concorda em ajudá-la a libertar os prisioneiros do norte em Harrenhal em troca de sua própria vida. Eles escapam, e ele dá a Arya uma moeda de ferro, instruindo-a a dar a qualquer Braavosi e dizer "valar morghulis" se ela precisar de mais ajuda. Ele então a deixa.
Na adaptação televisiva da HBO, ele é interpretado por Tom Wlaschiha.

### Illyrio Mopatis
Illyrio Mopatis é um rico e poderoso Magister em Pentos. Ele é um homem maior, embora em sua juventude ele fosse um forte mercenário. Ele é um amigo íntimo de Varys, e os dois desenvolvem um plano para colocar a Casa Targaryen de volta ao trono dos Sete Reinos. Antes dos eventos da série, ele acolheu os exilados Viserys Targaryen e sua irmã Daenerys em sua casa como convidados. Em A Game of Thrones, Illyrio faz um casamento entre Daenerys e Khal Drogo para comprar o exército de guerreiros de Drogo. Seu plano de criar um exército para invadir Westeros é arruinado pela morte de Drogo e Viserys. Ele ajuda Daenerys em A Clash of Kings, enviando-lhe três navios e um Barristan Selmy disfarçado. Ele também contrabandeia Tyrion Lannister de Westeros em A Dance with Dragons e o envia para acompanhar Aegon em sua jornada para ajudar Daenerys.
Na adaptação para a televisão da HBO, ele é interpretado por Roger Allam.

### Thoros de Myr
Thoros é um padre vermelho de R'hllor da cidade de Myr. Antes dos eventos da série, ele foi enviado para Porto Real para converter o rei Aerys II Targaryen em um seguidor de R'hllor. Ele não teve sucesso e começou a questionar sua fé. Quando Robert Baratheon se tornou rei, Thoros tornou-se um freqüente companheiro de bebida de Robert. Ele é um lutador formidável conhecido por usar uma espada flamejante. Em A Game of Thrones, ele é enviado com Beric Dondarrion para prender Gregor Clegane. Quando Dondarrion é morto, Thoros inadvertidamente o ressuscita durante o funeral. Em A Storm of Swords, os dois fundaram um bando de foras da lei chamado Irmandade sem Bandeiras para impedir que os invasores devastassem as Terras Fluviais. Thoros é continuamente capaz de ressuscitar Dondarrion sempre que ele é morto. Quando Lady Stoneheart assume a liderança da Irmandade em A Feast for Crows, ele não a disputa, embora desaprove seus motivos e métodos.
Na adaptação para a televisão da HBO, ele é interpretado por Paul Kaye.

### Sor Duncan, o Alto
Sor Duncan, o Alto, é um cavaleiro lendário e tema de várias canções e histórias populares. Ele é um dos personagens principais dos contos de Tales of Dunk and Egg. Originalmente o escudeiro de um cavaleiro itinerante, ele mais tarde fez amizade com o filho do Príncipe Maekar Targaryen, Aegon (apelidado de "Egg"), com quem viajou antes de Aegon ascender ao Trono de Ferro como Rei Aegon V Targaryen. Sor Duncan foi nomeado para sua Guarda Real e, finalmente, tornou-se seu Senhor Comandante. Ele morreu ao lado de seu rei em "A Tragédia de Solarestival", um enorme incêndio na casa de verão dos Targaryen, na qual se sugere que ele tenha lutado abnegadamente para salvar o máximo possível da família do rei.

### Hizdahr zo Loraq
Hizdahr zo Loraq é um nobre ghiscari da cidade de Meereen. Com os Filhos da Harpia continuando a causar problemas nas ruas, o Green Grace aconselha Daenerys a se casar com Hizdahr. Depois de manter a paz, Hizdahr se casa com Daenerys como seu segundo marido. Hizdahr tenta ganhar o controle de Meereen após o desaparecimento de Daenerys, mas Verme Cinzento e seus Imaculados se recusam a obedecê-lo.
Na adaptação para a televisão da HBO, ele é interpretado por Joel Fry.

### Yezzan zo Qaggaz
Yezzan zo Qaggaz é um comerciante de escravos da cidade de Yunkai, na costa da Baía dos Escravos, e um dos Sábios Mestres, a elite governante da cidade. Ele comprou Tyrion Lannister, Penny, e Jorah Mormont dos traficantes de escravos, e os dá à carga de seu capanga, Nurse. Yezzan era um dos poucos senhores Yunkai que desejavam honrar a paz entre Yunkai e Meereen. Mais tarde, ele morreu da égua pálida que estava se espalhando pelas linhas de cerco Yunkish, e vários de seus escravos usaram a oportunidade de escapar.
Na adaptação televisiva da HBO, um personagem chamado Yezzan, que assume aspectos de Yezzan zo Qaggaz, é retratado por Enzo Cilenti.

### Tycho Nestoris
Tycho Nestoris é um representante do Banco de Ferro de Braavos. Tycho é enviado para Muralha para negociar o pagamento da dívida do Trono de Ferro com o rei Stannis Baratheon. Jon Snow negocia com ele para o uso de seus navios para uma viagem e um empréstimo para comprar comida para o inverno, enquanto a Patrulha da Noite lhe fornece guias para alcançar Stannis, que deixou Castelo Negro.
Na adaptação para a televisão da HBO, ele é interpretado por Mark Gatiss.

### A Órfã
A Órfã é uma sacerdotisa do Deus de Muitas Faces na Casa de Preto e Branco em Braavos. Ela é designada para ensinar Arya a língua de Braavos e, em seguida, como detectar mentiras.
Na adaptação televisiva da HBO, ela é retratada por Faye Marsay.

### Meribald
Meribald é um septónimo das Terras Fluviais. Ele guia Brienne de Tarth para a Ilha Quieta para encontrar o Irmão Mais Velho.
Na adaptação para a televisão da HBO, o personagem é renomeado para Irmão Ray e é interpretado por Ian McShane.

### Septa Unella
Septa Unella é um membro do Mais Devoto, o conselho governante da Fé dos Sete. Unella é a septa que força Cersei Lannister a admitir seus crimes para ela em "A Feast for Crows". Seu slogan foi a exclamação "Vergonha!"
Na adaptação para a televisão da HBO, ela é retratada por Hannah Waddingham.